# Шурскол
Шу́рскол — село в Ростовском районе Ярославской области России. Входит в состав сельского поселения Ишня.
Расположено в 189 км от Москвы, в 59 км от Ярославля, в 5 км от Ростова, в 4 км от федеральной автотрассы М8 Москва — Архангельск (Европейский маршрут E 115) и в 2 км от ж/д линии Москва — Ярославль. Ближайшая железнодорожная станция Ростов-Ярославский находится в 9 км от села.
Шурскол находится на левом берегу реки Ма́зихи, охватывая склоны двух пологих возвышенностей, образующих овраг.
Население села на 1 января 2010 года составляет 2123 человека, площадь — 1,1 км².

## История

### Возникновение села
Первые мерянские поселения в окрестностях современного Шурскола появились в VII веке н. э. Это были селища, расположенные в большинстве случаев на пологих склонах возвышенностей коренного берега озера у ручьёв и оврагов. Археологами были найдены керамика, орудия труда, бытовые предметы, оружие и украшения: ножи, шилья, пряслица (приспособления для прядения без веретена, самопрялка), наконечники стрел. В Шурсколе существовало косторезное ремесло. Различные поделки из кости и рога встречались во время археологических раскопок.
Рядом с современным Шурсколом в разные времена между VII и XVI веками располагались пять селищ древнего племени меря. Их расположение относительно Шурскола:
- Селище I (Селище 1) — 0,8 км к юго-востоку[5].
- Селище II (Селище 2) — 1,2 км к востоку[6].
- Селище III (Селище 3) — 1 км к юго-востоку[7].
- Селище IV (Селище 4) — 0,6 км к востоку[8].
- Селище V (Селище 5) — 0,5 км к северо-востоку[9].

Селище III было открыто в 1979 году Волго-Окской экспедицией ИА АН СССР и внесено в реестр недвижимых памятников истории и культуры СССР. Тогда этот памятник описали следующим образом:

Селище расположено на правом берегу р. Мазихи на краю Шурскольского оврага. Занимает два пологих всхолмления, рассечённых оврагом (ответвление Шурскольского). Общая площадь поселения около 8 га. Поверхность распахивается. Культурный слой в исследованных местах имеет толщину 0,3—0,4 м. Это тёмно-серая супесь с включением обожжённых камней, скопления которых на распаханной поверхности указывают местонахождении построек. Керамика лепная, преимущественно гладкостенная. Есть также фрагменты сосудов более грубой выделки. Встречен также оселок с отверстием и железный нож. По своим размерам и материалу селище является редким памятником летописной мери — дославянского населения края.— «Паспорт памятника истории и культуры СССР Селище III у дер. Шурскол», Министерство культуры СССР, 29 октября 1979 г.
Названия Шурскола и близлежащих объектов (река Мазиха, село Пужбол, село Деболовское и др.) свидетельствуют о первых поселенцах этих земель — мерянских племенах. Есть версия и родственных связей с мерянским словом кол/кал («рыба»). У учёных есть ещё один вариант объяснения значения названия села — основу слова Шурскол они производят от марийского слова «шураш», что переводится как «мазать».
Шурскол впервые упомянут в переписных книгах 1629—1631 годов как Шурскала. Позднее зафиксированы формы Шурскал, Шурскало, Шурсклово.
В 1790 году на средства прихожан был возведён каменный пятиглавый в связи с высокой колокольнею храм во имя святого Пророка Божия Илии и Рождества Христова, а стоявший рядом деревянный храм после этого был разобран. При храме была трёхъярусная колокольня. На ней с начала XIX века было семь колоколов, самый большой из них весил 3316 кг, второй — 1128 кг, третий — 229 кг. В 1845 году на средства прихожанина Д. И. Куландина была устроена также зимняя (то есть с печным отоплением) церковь во имя Рождества Христова. После Революции 1917 года храм и церковь были разрушены (дата и год неизвестны) и только в 2013 году неподалёку от места уничтоженного храма была построена новая церковь-часовня Илии Пророка.
Приблизительно в середине XIX века в Шурсколе начало действовать Шурскольское начальное училище. К 29 ноября 1865 года в училище работал один учитель, обучалось восемнадцать мальчиков и две девочки. Училище содержалось за счёт средств ведомства Государственных имуществ. Местоположение училища и дата закрытия в открытых источниках не указаны.
В 1859 году в Шурсколе находилось 49 дворов, в которых жило 392 человека (171 мужчина и 221 женщина), а также одна православная церковь.
В 1898—1901 годах по разным оценкам в селе располагалось от 65 до 73 дворов, а также одна келья.

### Советское время

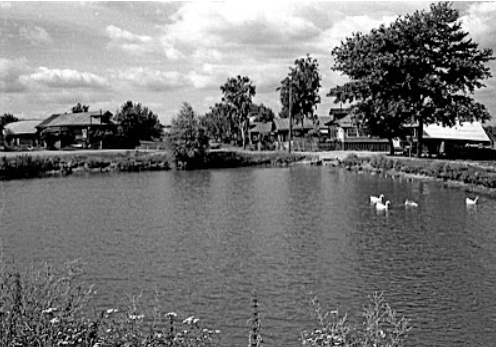
Бывший пруд около церкви Ильи Пророка. Сейчас сохранился только котлован без воды

В период с 1931 по 1942 год в селе располагался Шурскольский цикорно-сушильный завод Ростовской кофецикорной фабрики.
19 февраля 1931 года была организована сельскохозяйственная артель (колхоз) «Крутые Горы». Артель действовала до 1950 года, пока она не вошла в состав колхоза имени Фрунзе.
В 1973 г. в поселок приехал первый секретарь ЦК коммунистической партии Киргизии Т. У. Усубалиев и в честь этого местный совхоз переименовали в «Киргизстан», а также на повороте федеральной трассы М8 на Шурскол установили одноименную стеллу.

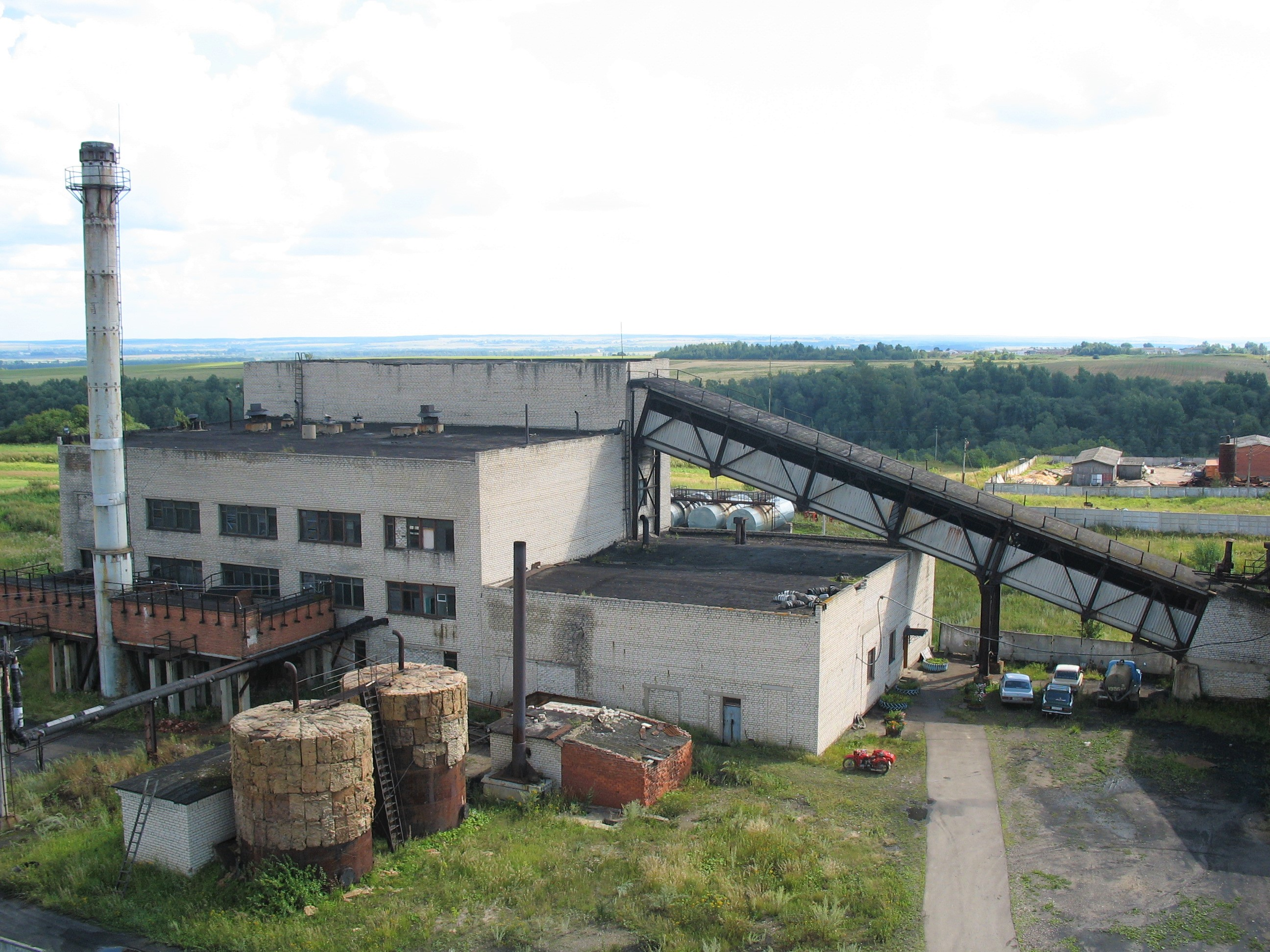
Старая мазутная котельная (фото август 2006 г.), не действующая с ноября 2008 года. На данный момент снесена.

Посёлок полностью преобразился и получил современный облик благодаря постановлению ЦК КПСС и Совета министров СССР от 20.03.1974 № 206 «О мерах по дальнейшему развитию сельского хозяйства Нечернозёмной зоны РСФСР». В июле 1976 г. в Киргизской ССР по инициативе первого секретаря Ярославского областного комитета КПСС Ф. И. Лощенкова и первого секретаря ЦК коммунистической партии Киргизии Т. У. Усубалиева было принято решение об оказании шефской помощи по осуществлению этой программы. Уже в сентябре того же года в Шурскол прибыл первый киргизский «десант» для того, чтобы в короткий срок подготовить жильё для основного отряда строителей и мелиораторов. На это у киргизских рабочих ушло три месяца. После этого перед специалистами было поставлено множество различных задач, целью которых было обеспечение жильём, оборудованием и необходимыми производствами рабочих совхоза «Приозёрный» (второе название совхоза, «Киргизстан», было утверждено как основное решением Ярославского облисполкома от 18.03.1982 года № 185). Все эти годы бессменное руководство совхозом Приозерный-Киргизстан осуществлял директор Ледовской Виталий Романович.
Вот как планы развития совхоза были описаны в газете «Северный рабочий» от 28 сентября 1978 г.:

Общий объём капиталовложений в развитие совхоза определён в 46 миллионов рублей. Около 30 миллионов рублей предстоит освоить к 1981 году. Более 4000 гектаров заболоченных земель должны передать земледельцам киргизские мелиораторы. Эти земли станут угодьями совхоза «Киргизстан». На его территории будут построены два животноводческих комплекса на 2400 голов крупного рогатого скота, зерносклады, сушильное хозяйство и хранилища для лука, девять тысяч тонн которого будут ежедневно выращивать в совхозе. Кроме того, шефы создают производственную строительную базу, проектная мощность которой позволит ежегодно выполнять строительные работы в общем объёме на 3,5—4 миллиона рублей.— «Строится совхоз «Киргизстан», Л. Фадеева, газета «Северный рабочий» от 28 сентября 1978 г.
В 1976 году совхоз «Приозёрный» (в будущем МСП «Киргизстан») занимал площадь 8963 га, в том числе 7088 га сельскохозяйственных угодий, из них 4176 га — пашни. Общая численность рабочих совхоза составляла 488 человек.
Планы на развитие самого Шурскола ставились не менее амбициозные:

В завтрашний день совхоза нам помог заглянуть план будущей застройки посёлка Шурскол — центральной усадьбы совхоза «Киргизстан». В нём будут жить 3000 человек: полеводы, животноводы, механизаторы, сельская интеллигенция и, конечно, строители. Проект будущего посёлка разработан научно-исследовательским институтом экспериментального проектирования. В нём предусмотрены жилая зона, коммунальная, производственная. В жилой зоне разместятся административно-торговый центр, школа, Дом культуры, детский комбинат, спортивный комплекс, амбулатория, АТС на 500 номеров, пляж, летняя киноконцертная эстрада и многое другое.
Учитывая интересы сельских жителей, предусмотрено строительство небольших домов-коттеджей с приусадебными участками, выделена территория для индивидуальной застройки. (…) Водопровод, канализация, централизованное отопление, асфальтированные улицы становятся реальностью. (…) Начато строительство школы, детского комбината (…) Пройдёт ещё какое-то время, и на центральной площади посёлка будет воздвигнут монумент дружбы народов.— «Строится совхоз «Киргизстан», Л. Фадеева, газета «Северный рабочий» от 28 сентября 1978 г.

### Постсоветский период
Из-за распада СССР не все планы по преображению Шурскола были осуществлены. Тем не менее, Шурскольская школа, жилые дома, канализация, амбулатория, торговый комплекс, два детских сада, водоканал, дом культуры, мазутная котельная и многое другое были успешно построены. Село газифицировано и электрифицировано, для обеспечения чистой водой было пробурено тринадцать скважин, на водоканале была введена система очистки воды.
Сегодня «старый посёлок» (часть села с деревянными постройками, стоявшими до начала осуществления программы развития Нечерноземья 1974 года) занимает край плато коренного озёрного берега по левому берегу реки Мазиха.
17 августа 1994 года совхоз «Киргизстан» был реорганизован в муниципальное сельскохозяйственное предприятие (МСП) «Киргизстан».
В первой половине 2000-х годов в связи с уменьшением производства и передачей объектов соцкультсферы в муниципальную собственность в совхозе резко сократилась численность работников. В 2005 году на предприятии работало 125 человек, в 2015 — 52 человека.

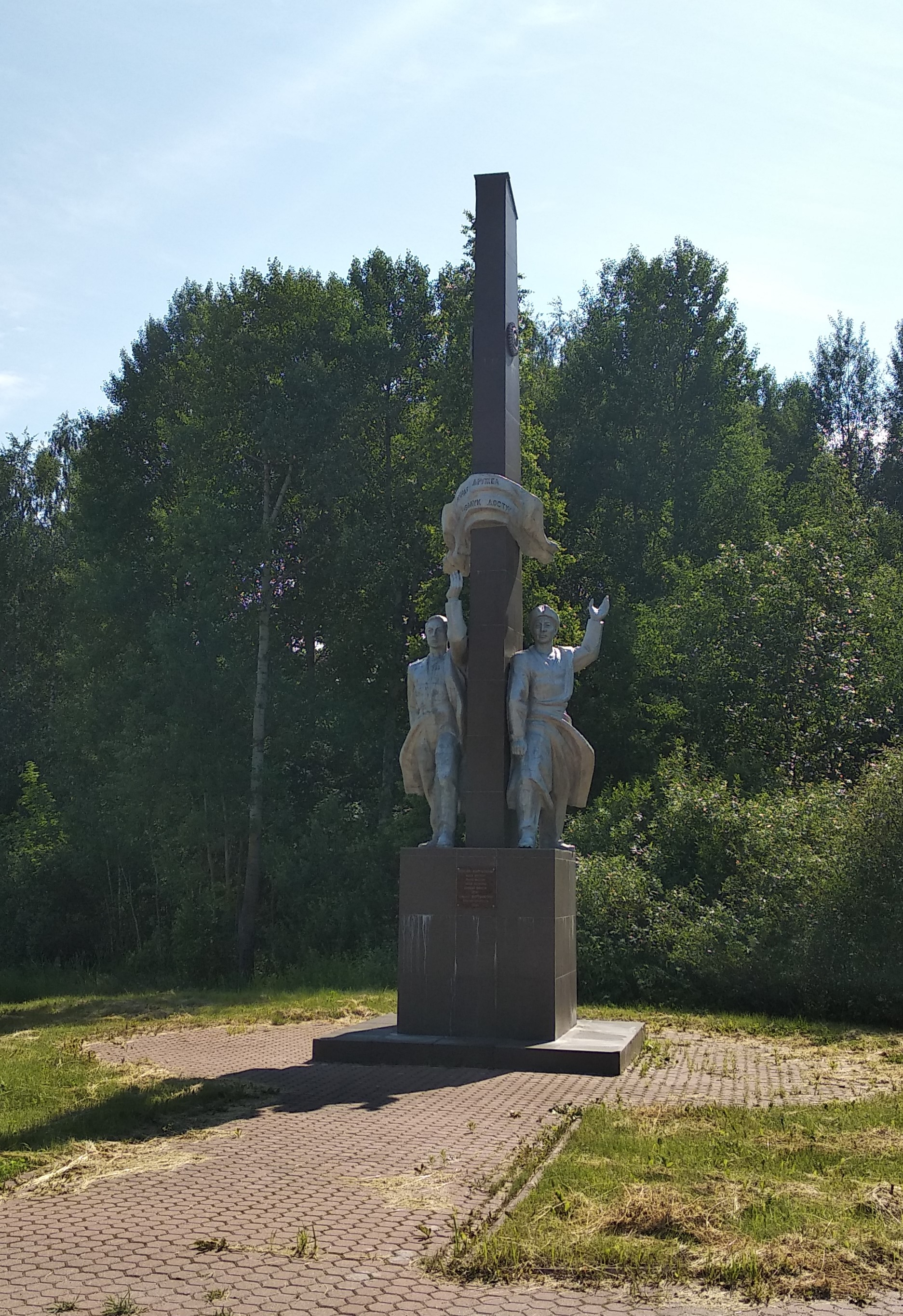
Памятник российско-киргизской дружбе у автодороги на повороте в Шурскол

В знак благодарности за помощь киргизов в развитии Шурскола и в честь 30-летнего юбилея МСП «Киргизстан» 23 сентября 2006 года в месте пересечения дороги, ведущей в Шурскол, и федеральной автотрассы М8 «Холмогоры» был установлен памятник «Дружба народов» киргизского скульптора Тургунбая Садыкова высотой 9,5 м. Памятник доставлен из Киргизии, а постамент для него сделан в Ярославле. На церемонии открытия монумента присутствовала делегация Киргизии во главе с премьер-министром Феликсом Куловым, делегация Ярославской области во главе с губернатором Анатолием Лисицыным, а также первые строители и основатели МСП «Киргизстан». На монументе на русском и киргизском языках высечена фраза «За вечную дружбу народов Киргизстана и России».
В середине сентября 2012 года город Ростов посетила делегация Киргизии в составе руководителей объединения предпринимателей и «Торгового дома Кыргызстан», которые встретились с главой Ростовского района Владимиром Гончаровым и обсудили планы дальнейшего сотрудничества. Речь шла о развитии коневодства на базе совхоза «Киргизстан», которое позволит заниматься разведением племенных лошадей, производством конины и изготовлением кумыса, а в дальнейшем и о возможном создании санатория-кумысолечебницы. На встрече речь шла также о новом жилищном строительстве, создании рабочих мест для специалистов, реконструкции инфраструктуры посёлка Шурскол. Подобные встречи на разных уровнях проходили ещё несколько раз в разные годы, на которых, в частности, несколько раз прорабатывалась возможность создания на базе МСП «Киргизстан» центра киргизо-российской дружбы.

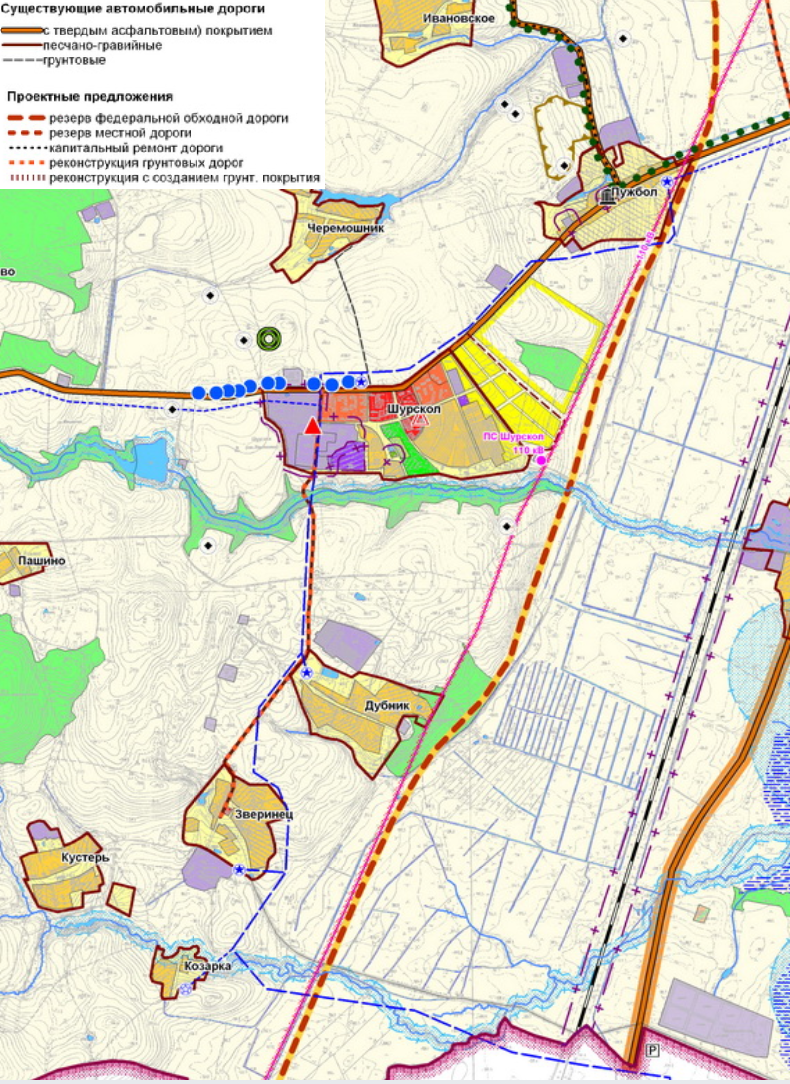
Проект дублёра автотрассы «Холмогоры» (обозначен вертикальной жирной коричневой пунктирной линией)

В 2010 году губернатор Ярославской области С. Вахруков подтвердил намерение министерства транспорта РФ построить в том числе через территорию Ярославской области дублёр автотрассы М8 «Холмогоры», проходящую в непосредственной близости от Шурскола. Согласно генеральному плану сельского поселения Ишня, трасса будет проходить в 500 м от юго-восточного района Шурскола «Посёлок строителей». Предполагаемая дата начала строительства трассы на территории Ярославской области неизвестна.

### Новейшее время
28 ноября 2018 года на заседании рабочей группы, состоящей из депутатов Ярославской областной Думы и представителей власти и бизнеса Ростовского муниципального района, было принято решение о передаче сельскохозяйственных земель МСП «Киргизстан» в аренду сельскохозяйственному предприятию ООО «Красный маяк», располагающемуся в селе Марково. После передачи предприятия в аренду, численность работников увеличилась до 225 человек, были приведены в порядок текущие фасады и здания совхоза, располагающиеся в западной части села.

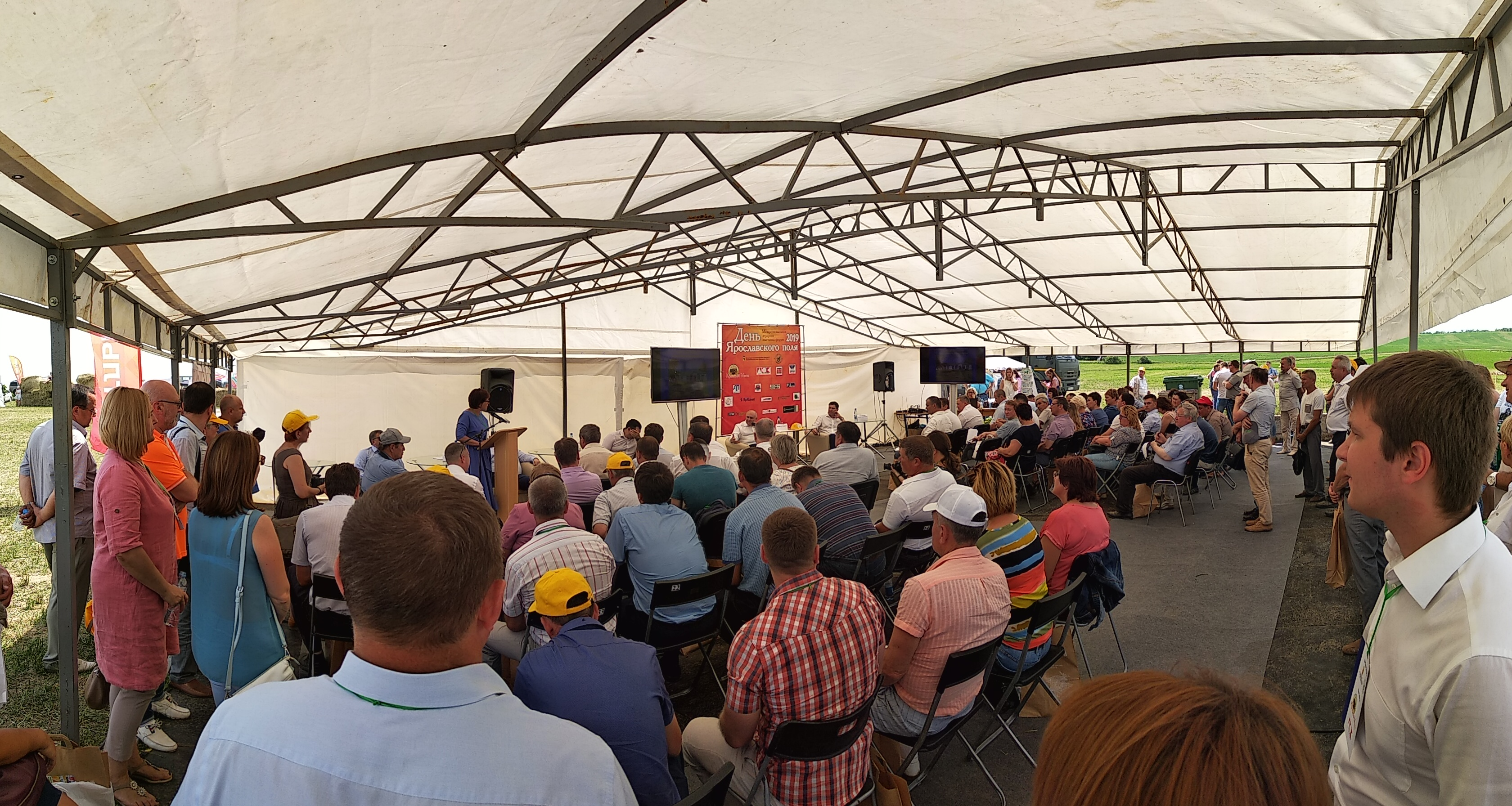
Круглый стол на полях МСП «Киргизстан» рядом с селом Шурскол в День Ярославского поля 21 июня 2019 года с участием замминистра сельского хозяйства России Д. Хатуова (на фото посередине в кресле перед плакатом)

21 июня 2019 года на полях МСП «Киргизстан» у Шурскола прошла масштабная межрегиональная аграрная выставка-форум «День Ярославского поля» с участием заместителя министра сельского хозяйства России Джамбулата Хатуова, губернатора Ярославской области Дмитрия Миронова, а также делегаций из республик Белоруссии, Башкирии, Мордовия, Чувашии, Узбекистана и других. На выставке демонстрировалась современная сельскохозяйственная техника и передовые достижения в сельскохозяйственной отрасли.

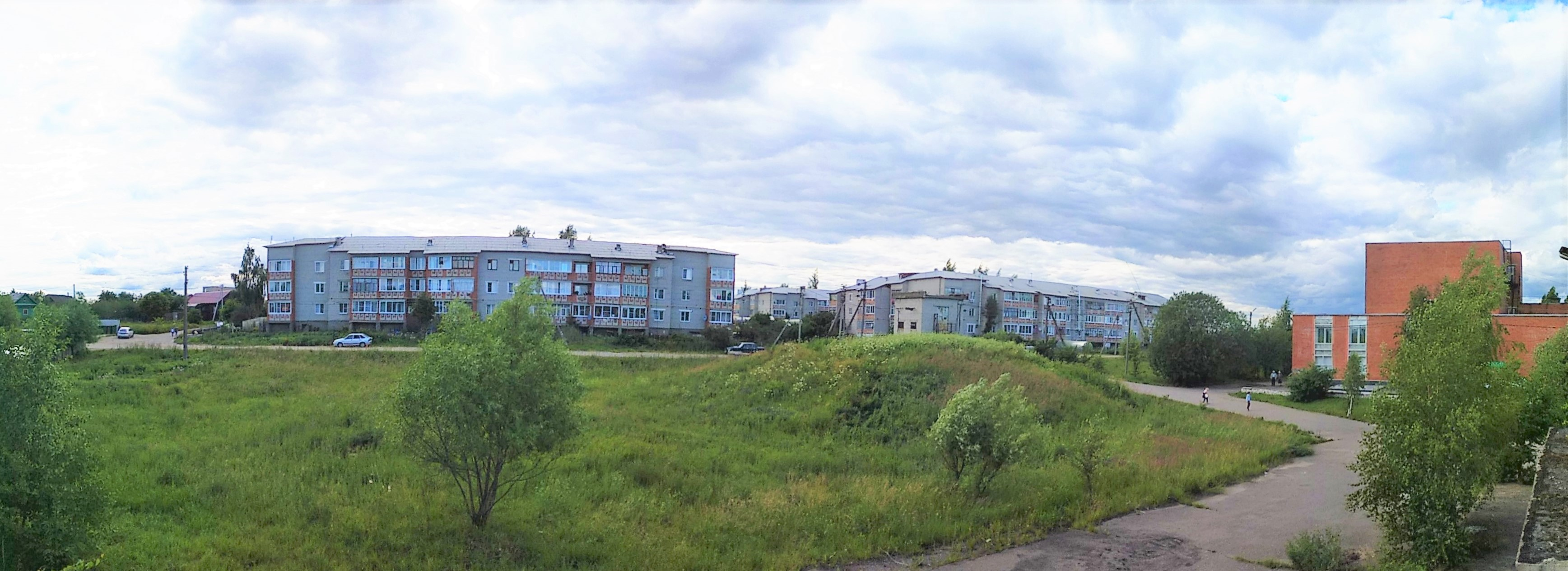
Вид на «квартал В» и дом культуры (красное здание справа) (июль 2019 года)

В рамках программы «Благоустройство сельского поселения Ишня на 2016—2018 годы» к концу 2017 года были реконструированы улицы Садовая, Сельская, Парковая, Школьная, а также полностью модернизировано уличное освещение с заменой ламп накаливания на энергосберегающие светодиодные с функцией автоматического включения при наступлении сумерек. В нескольких дворах Шурскола (квартал В, дома 1, 2 и 3; квартал А, дом 12) были установлены детские и подростковые площадки. У каждого многоквартирного дома есть собственная стоянка. Из развлечений есть работающая круглосуточно открытая хоккейная площадка (каток), дискотеки и занятия в местном доме культуры; для катания на ватрушках и санках есть деревянная горка у Шурскольской школы и естественная горка с длинным спуском в овраге реки Мазихи.

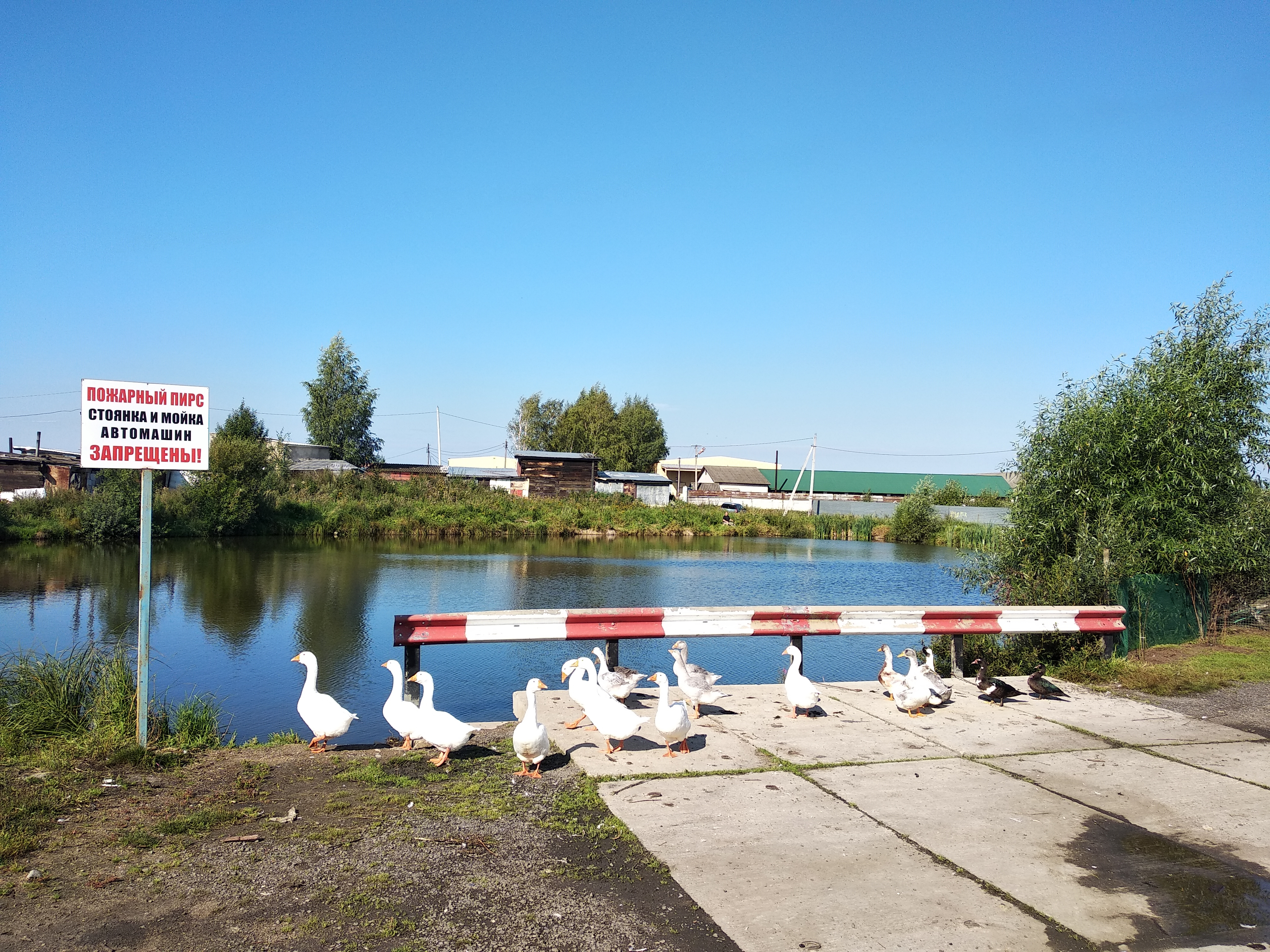
Пруд и гуси (район квартал В)

В рамках программы «Формирование современной городской среды на территории сельского поселения Ишня Ростовского муниципального района» на 2018—2022 годы" были реконструированы многие дворы и подъезды к ним, обновлён асфальт, установлены лавочки.
30 августа 2019 года был открыт сквер по адресу ул. Строителей, 3, в котором также установлена новая детская площадка.
В рамках губернаторской программы «Решаем вместе» в августе 2019 года была реконструирована пешеходная улица, связывающая улицу Парковую и Сельскую вдоль оврага. Также в 2019 году был отреставрирован памятник погибшим в годы Великой Отечественной войны.
Летом 2022 года началась глобальная реконструкция здания торгового центра, заброшенного с начала 2000-х гг. После завершения реконструкции в 2024 году там постепенно начали появляться аптека, общежитие совхоза, тренажерный зал и даже секция единоборств. Также в июне 2025 г. был открыт магазин местного сельхозпредприятия.

### Будущее
На территории молочно-товарного комплекса местного совхоза недалеко от ур. Поклоны планируется строительство дополнительных мощностей. На строительство будет направлено. 3,8 млрд рублей.Планируется, что возведение технологически оснащенного комплекса будет идти до конца 2026 года, а выход на проектную мощность ожидается к 2028 году.

## Население
В 1859 году в Шурсколе находилось 49 дворов, в которых жило 392 человека, из них мужчин 43,6 %, женщин 56,4 % (171 мужчина и 221 женщина).
В 1898—1901 годах по разным оценкам в селе располагалось от 65 до 73 дворов.
До 1970-х годов население села медленно росло, затем, благодаря строительству в селе новых современных объектов в рамках развития сельского хозяйства Нечернозёмной зоны, население села резко увеличилось за счёт приезжих, в том числе приехавших из других республик СССР.
Наибольшая официальная численность населения Шурскола была зарегистрирована в 2007 году — 2499 человек.
По результатам Всероссийской переписи 2010 года численность населения Шурскола составила 2123 человека, из них мужчин 46,1 %, женщин 53,9 % (то есть на 978 мужчин приходилось 1145 женщин). В селе в основном проживает население, состоящее из переселенцев разных мест бывшего Советского Союза (РСФСР, УССР, Киргизская ССР, Казахстан, Армянская ССР, Азербайджанская ССР).
Большинство живущих в Шурсколе армян — это беженцы, перебравшиеся в период с 1989 по 1992 год в Россию во время Карабахского конфликта.
Население Шурскола на 1 января 2010 года составляет 2123 человека.
| Численность населения | Численность населения | Численность населения | Численность населения | Численность населения | Численность населения |
| Год                   | 1859                  | 2002                  | 2007                  | 2009                  | 2010                  |
| --------------------- | --------------------- | --------------------- | --------------------- | --------------------- | --------------------- |
| Население             | 392                   | 2298                  | 2499                  | 2457                  | 2123                  |
| Мужчин                | 171                   | ?                     | ?                     | ?                     | 978                   |
| Женщин                | 221                   | ?                     | ?                     | ?                     | 1145                  |

## Экономика

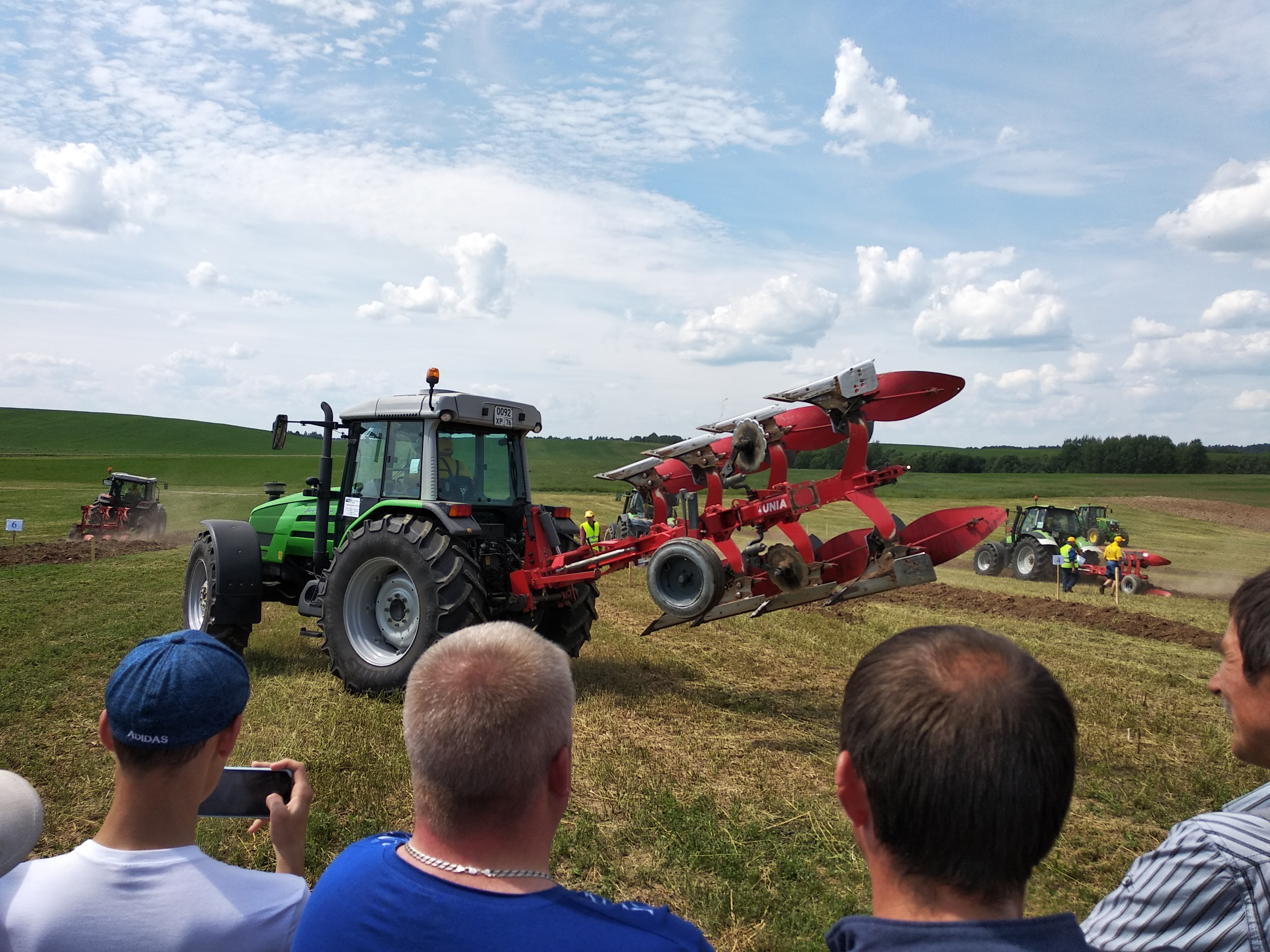
Конкурс пахарей на полях МСП «Киргизстан» рядом с Шурсколом во время Дня Ярославского поля 21 июня 2019 года

До недавнего времени основным предприятием села было МСП «Киргизстан» (бывший совхоз «Приозёрный»), осуществляло выращивание и реализацию зерновых и картофеля, молочное животноводство, растениеводство. В данный момент имущество и сельхозполя данного предприятия взяты в долгосрочную аренду агрохолдингом Ростовского района «Красный Маяк». Число работающих — 225 человек (2019 год).
15 марта 2022 г. в 4 км от Шурскола (рядом с селом Поклоны) был открыт новый, крупнейший в Ярославской области и один из самых больших в России животноводческий и молочно-товарный комплекс (МТК) на 3600 голов. Строительство велось с 2020 г. в рамках соглашения от 9 октября 2019 года, заключенного на всероссийской выставке «Золотая осень» между бывшим губернатором Ярославской области Дмитрием Мироновым и агрохолдингом «Красный маяк». Стоимость проекта около 2,3 миллиарда рублей. На проектной мощности комплекс будет выпускать 100 тонн молока в сутки, то есть порядка 40 тыс. тонн в год. Данное производство обеспечивает продуктами и сырьем не только Ярославскую область, но и всю Россию благодаря сотрудничеству с крупными производителями и переработчиками.
На территории села действует производственная компания «Ростплит», специализирующаяся на производстве конструкционных систем (блоки фундаментные и стеновые, перемычки), вентиляционных систем (вентиляционные блоки и зонты), фасадных систем (фасадная и декоративная плитка, офактуривание строительных материалов) и благоустройстве (тротуарная плитка, бордюры, отливы).

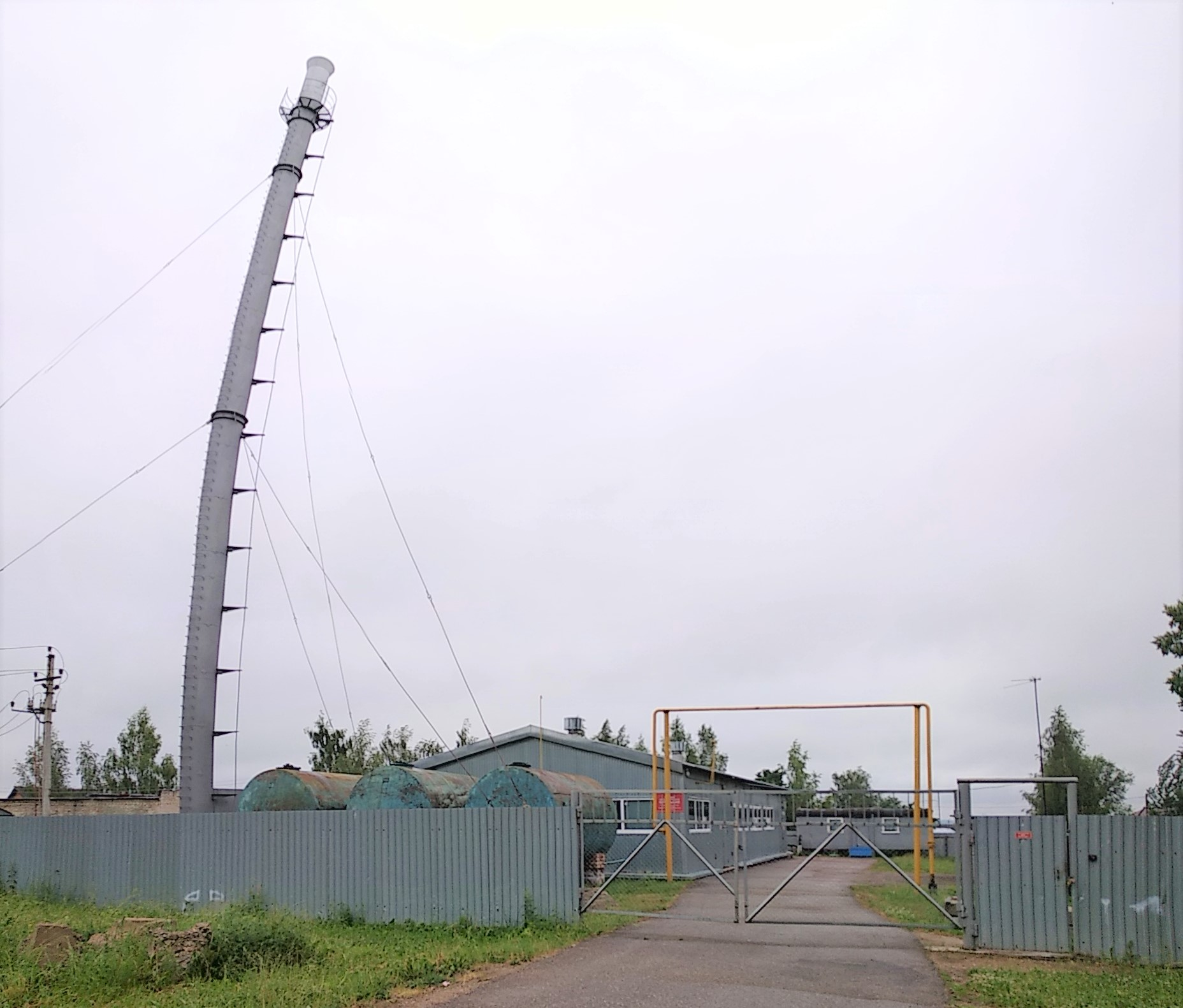
Современная газовая котельная

14 ноября 2008 года была запущена современная газовая автоматизированная котельная установленной мощностью 6,75 Гкал/час в рамках программы ОАО «Газпром» «Газификация регионов РФ» и областной целевой программы модернизации объектов коммунальной инфраструктуры. На её строительство из областного бюджета было выделено 32 млн рублей. Котельная, оснащённая немецким оборудованием, отапливает весь посёлок. Кроме того, появилась возможность провести всем желающим в дом индивидуальное газовое отопление. Газовая котельная стала современной заменой старой котельной, работавшей на дорогостоящем и далеко не безвредном мазутном топливе, тем самым улучшив экологическую ситуацию в селе.

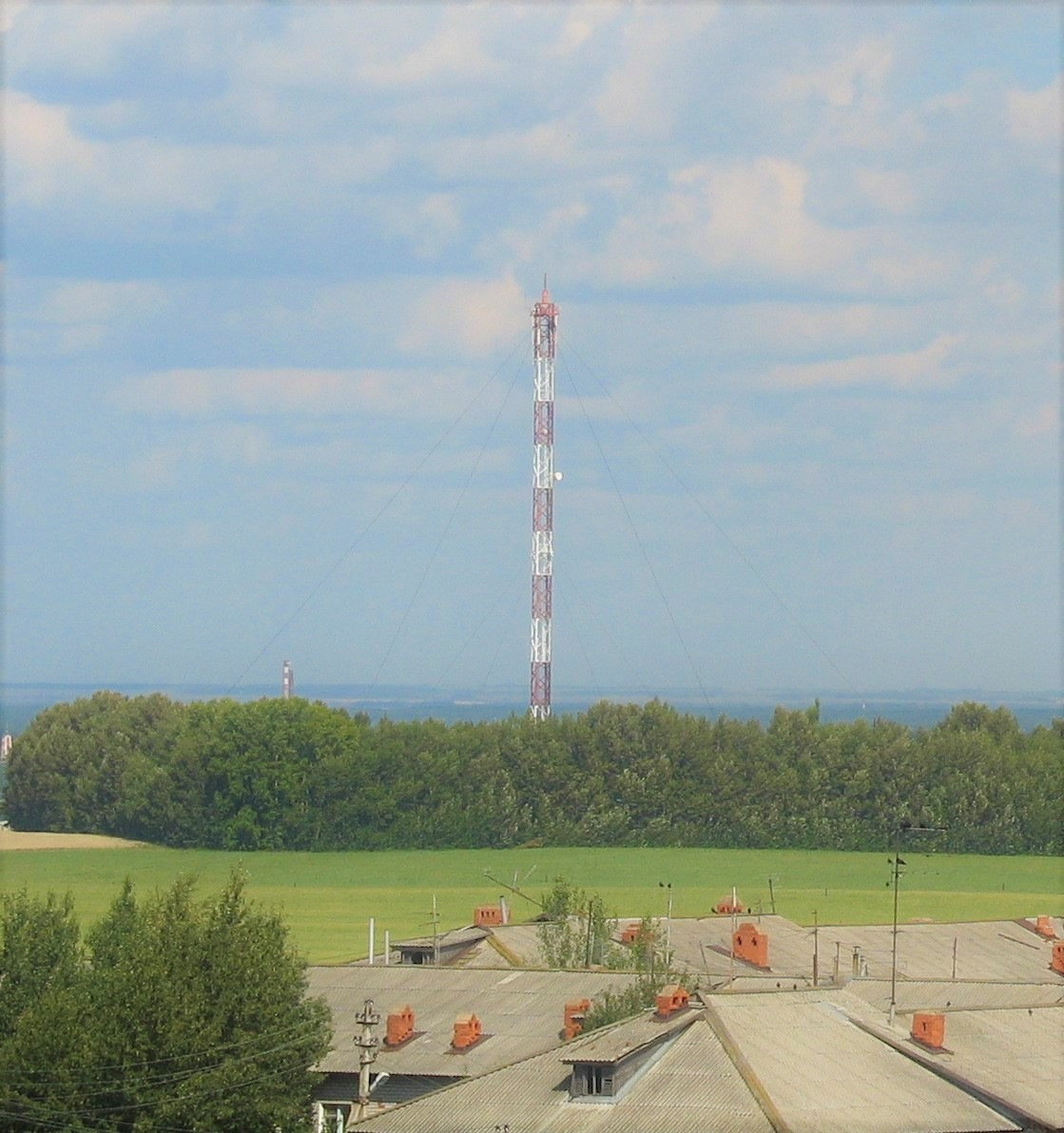
Филиал «Пужбол» областного радиотелевизионного передающего центра РТРС (Пужбольская телевышка), находящаяся рядом с Шурсколом, август 2006 года

Рядом с северо-восточной границей Шурскола построена телевизионная вышка (высота более 60 м), являющаяся филиалом «Пужбол» областного радиотелевизионного передающего центра РТРС и вышкой сотовой связи одновременно. Вышка передаёт цифровой сигнал каналов как первого (основного), так и второго мультиплексов цифрового телевидения России. В 2018 году была установлена ещё одна вышка сотовой связи в западной части села. Таким образом, Шурскол полностью покрыт сетью 4G+ (скорость до 150 Мб/с) с перспективой улучшения до 5G в будущем, а также отличным цифровым сигналом обоих телевизионных мультиплексов.

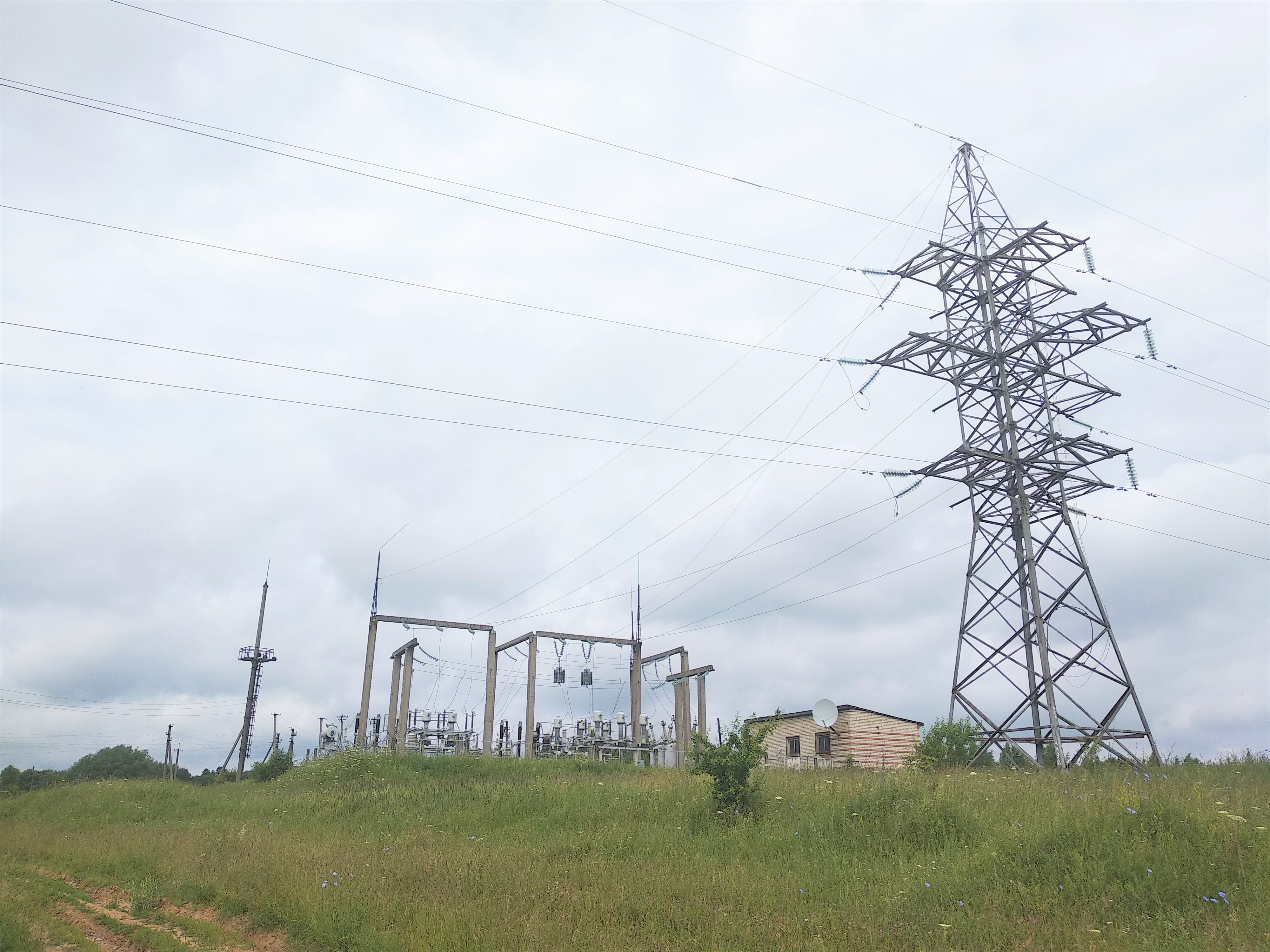
Электрическая подстанция (электростанция)

Село полностью обеспечено электричеством благодаря электрической подстанции (ПС) «Шурскол» мощностью 110/10 кВ с резервом мощности для технологического присоединения 8,761 из общих 20 МВ·А. Электростанция была введена в эксплуатацию в 1980 году.
В конце 1980-х годов в Шурсколе была построена на тот момент самая современная водозаборная станция (водоканал). Вода поступает из собственной скважины, после чего она проходит фильтрацию сначала через кварцевый песок, затем ультрафиолетом. Тем не менее водозаборная станция частично изношена, значительная часть из пробуренных тринадцати скважин засорена или не действует.
Сфера обслуживания представлена множеством магазинов, гостиницей, школой, детским садом, амбулаторией, парикмахерской, автосервисом, автомойкой, банкетным залом (кафе), сауной, отделениями почты, банка и расчётно-кассового центра.

## Транспорт

### Автомобильный транспорт
Шурскол находится в 4 км от федеральной автотрассы М8 «Холмогоры» (Европейский маршрут E 115).

### Железнодорожный транспорт
Рядом с Шурсколом находятся две железнодорожные станции: в 9 км станция Ростов-Ярославский и в 11 км станция Деболовская. От этих станций можно напрямую добраться до Москвы, Ярославля и многих других городов.

### Воздушный транспорт
Ближайший к селу аэропорт — Туношна (Ярославль, 80 км от Шурскола).

### Общественный транспорт

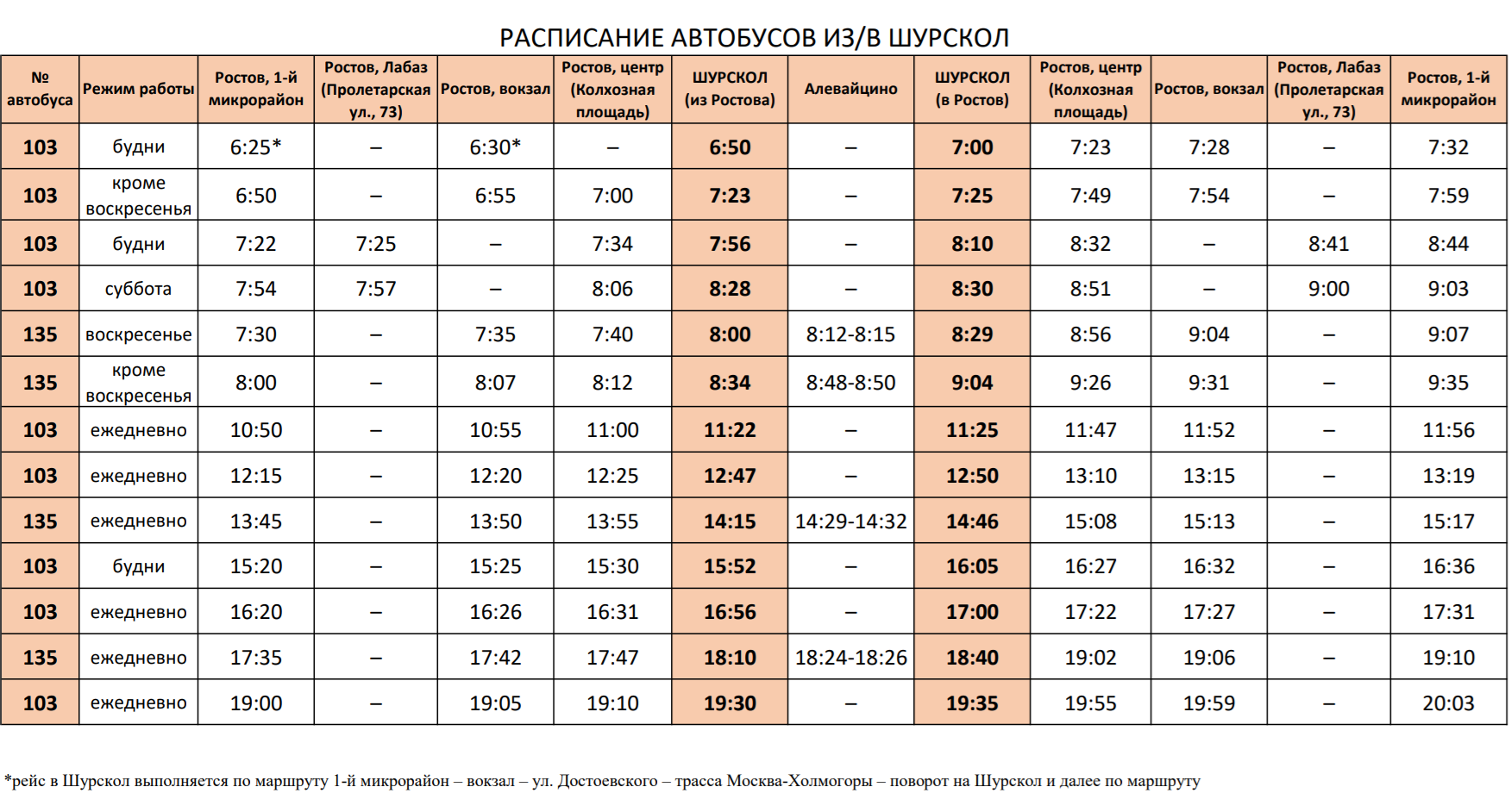
Актуальное расписание автобусов 103 и 135 Ростов — Шурскол — Алевайцино

До Шурскола можно добраться на автобусах № 103 Ростов Великий — Шурскол и № 135 Ростов Великий — Алевайцино.
Помимо традиционных такси, вызываемых по номеру телефона, Шурскол находится в области онлайн-заказа Яндекс.Такси, что позволяет добраться из/в село в любое время.

## Ландшафт

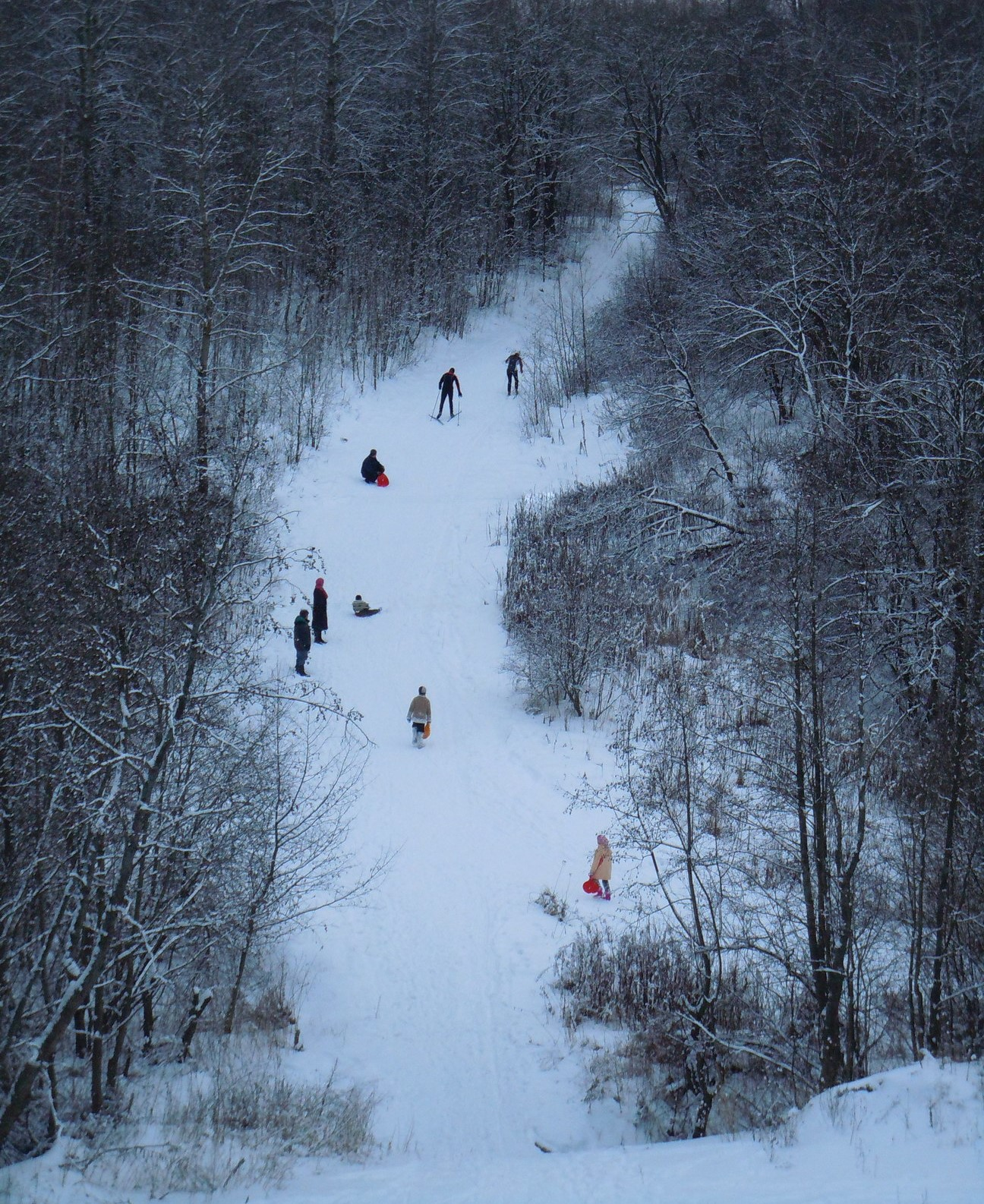
Овраг в районе реки Мазихи, в котором взрослые и дети катаются с горки и на лыжах. До прихода программы развития Нечерноземья (до 1974 года) эта дорога была основной для перемещения между близлежащими населёнными пунктами

Шурскол расположен на границе котловины озера Неро, окаймлённой Борисоглебской возвышенностью ледникового происхождения. Склоны возвышенности расчленены оврагами. Граница котловины озера Неро (на границе расположены сёла Зверинец, Пужбол, деревни Дубник, Поддыбье и так далее) чётко выражена почти на всём протяжении. Озёрная котловина ледникового происхождения — она образовалась в конце ледниковой эпохи, когда льды таяли и отступали к северу. Следы, оставленные ледником — так называемые обнажения — можно увидеть, например, на берегу реки Мазиха у Шурскола.
Высота естественного ландшафта над уровнем моря сильно отличается в разных районах Шурскола. Самая большая высота наблюдается в северо-западной части села в районе водозаборной башни — 165 м. Самая маленькая высота зафиксирована на юге, в низине оврага у реки Мазиха, а также в юго-восточной части села «Посёлок строителей» — 132 м. Перепад высот — 33 м. Центральная часть села расположена в низине между двух кварталов А и В, высота в этой части составляет 153 м.
Участок дороги, проходящей от близлежащего села Пужбол до Шурскола и сквозь него, сопровождается постоянными перепадами высот от максимальных 165 м до минимальных 104 м перед подъёмом в гору села Пужбол с высоким процентом наклона.

## Климат

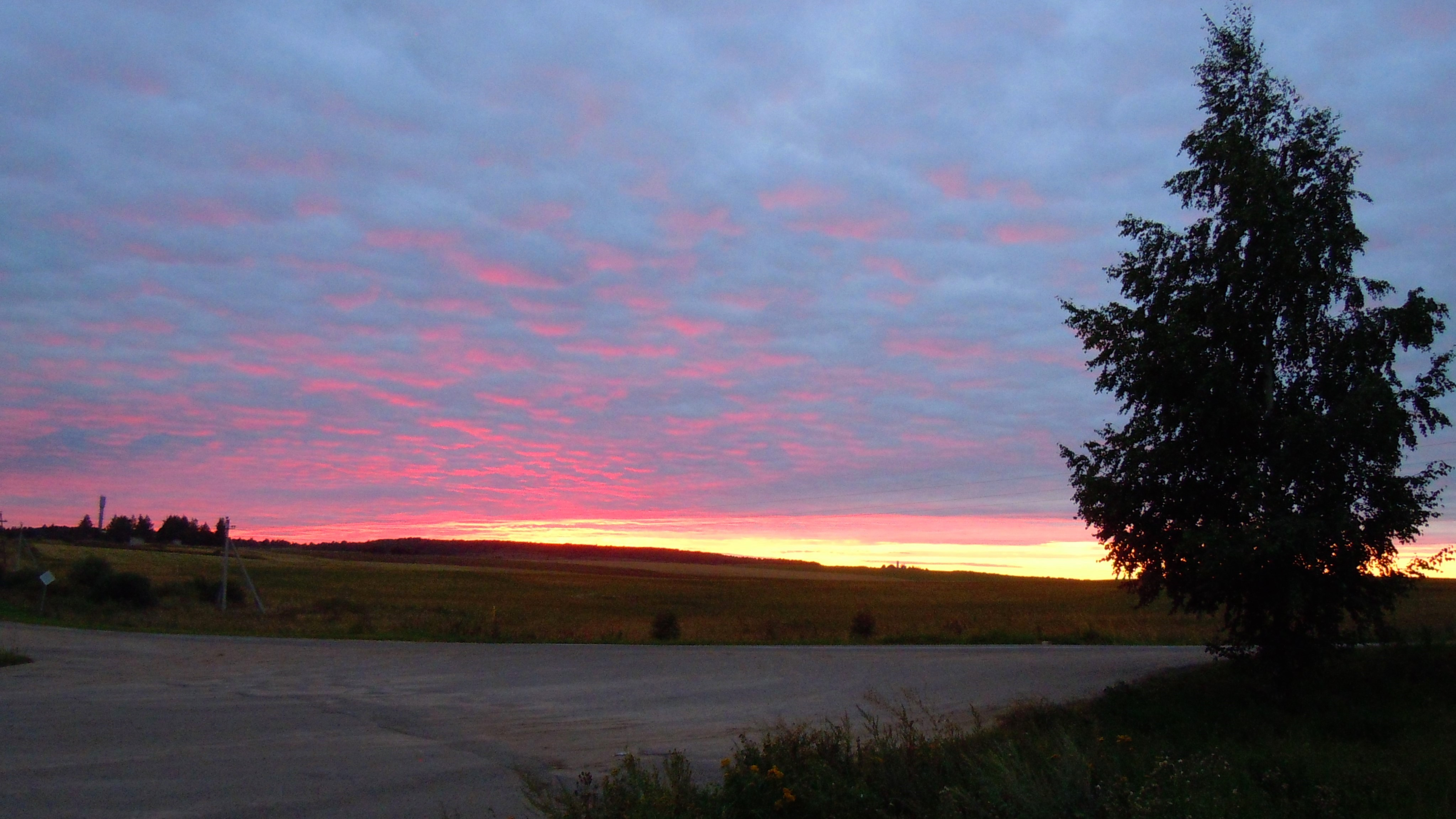
Закат в Шурсколе (24 августа 2013 года)

Климат умеренно континентальный с умеренно тёплым и влажным летом и умеренно холодной зимой. Среднегодовая многолетняя температура +3,4 °С, средняя многолетняя температура зимы (январь) — −11,1 °С (по другим данным −10,8 °С); лета (июль) — +17,3 °С (по другим данным +18 °С). Среднегодовая амплитуда температур довольно велика, с абсолютным максимумом +36 °С и абсолютным минимумом −46 °С.
Первые заморозки на поверхности почвы наблюдаются 18 сентября, последние — 22 мая. Промерзание почвы начинается в ноябре и достигает максимума в феврале — марте на глубину до 1,4 м. Устойчивый снежный покров образуется в среднем в конце ноября. В холодные и малоснежные зимы наблюдается вымерзание озимых, а в мягкие и малоснежные зимы эти культуры страдают от выпревания, вымокания, снежной плесени и ледяной корки. Полное оттаивание почвы происходит к 1 мая. Продолжительность тёплого периода составляет 212 дней. Начало вегетационного периода приходится на 22 апреля и длится 169 дней.
В среднем на территории Шурскола выпадает 500—600 мм осадков в год, причём максимум приходится на летний период. 71 % осадков выпадает с апреля по октябрь. Количество осадков превышает испарения, поэтому коэффициент увлажнения составляет 1,2-1,3. Толщина снежного покрова составляет от 30 до 70 см. Скорости ветров небольшие, в среднем 3,5-5,0 м/с, иногда сильные — 10-15 м/с, очень редки штормовые ветры — более 15 м/с.
В целом климат Шурскола благоприятен для развития сельского хозяйства и рекреации.

## Культура

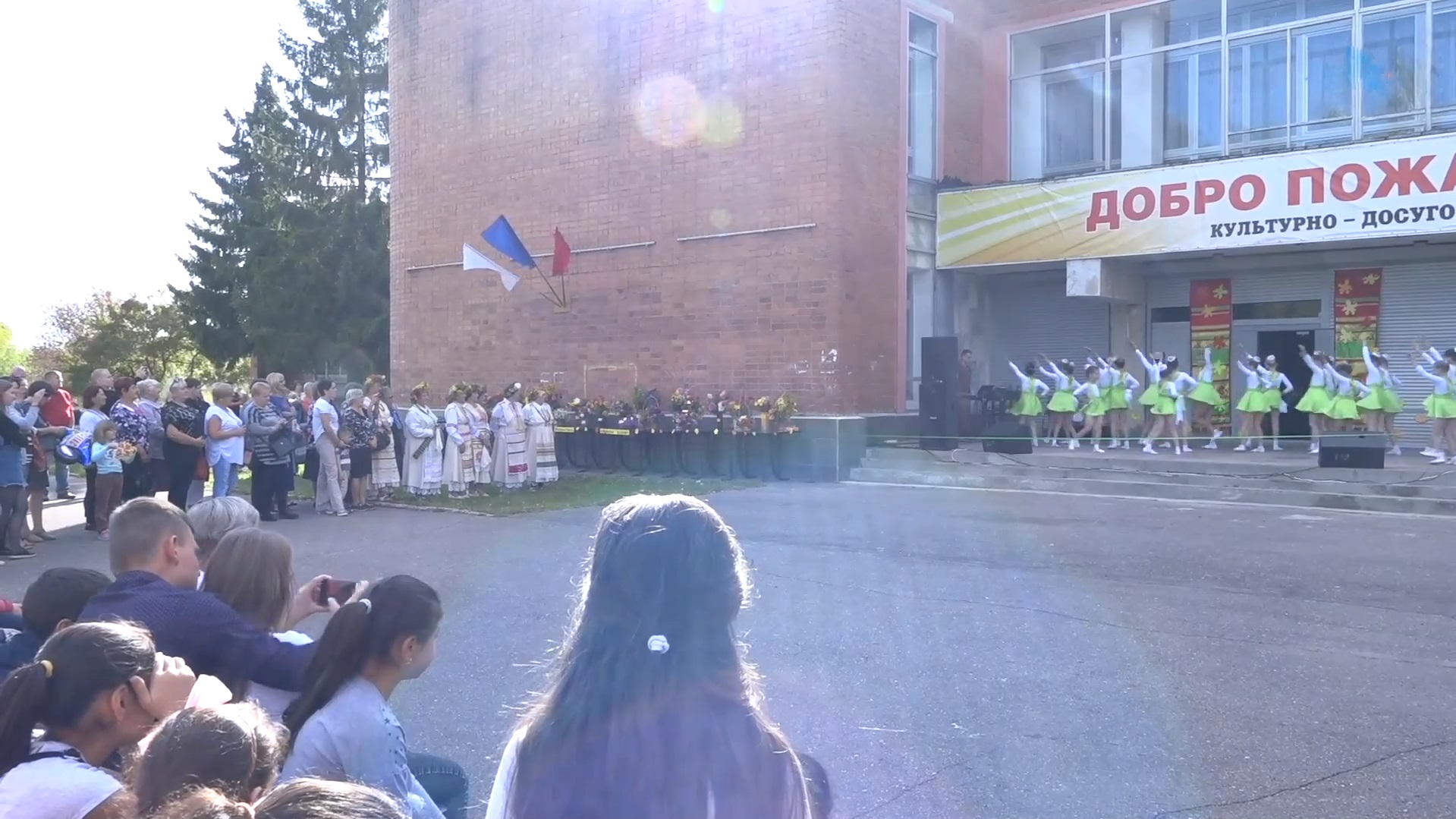
Праздник наступающей осени рядом с Домом культуры (СДК), 15 сентября 2018 г.

В селе имеется средняя школа, дом культуры, детский сад, амбулатория, библиотека, большое количество детских площадок. В школе расположен школьный музей.
Для культурного досуга населения в Шурскольском доме культуры, одном из самых больших домов культуры в Ярославской области среди сёл и посёлков городского типа, работают:
- кинозал, бальный зал;
- горка для катания на ватрушках (открылась в ноябре 2018 года);
- фольклорный ансамбль русской песни «Вечора»;
- ансамбль современной русской песни «Заманиха»;
- коллектив хореографического ансамбля «Задоринки»;
- кружок вокального пения;
- клубы по интересам: «Завалинка», «Зелёная планета», клуб ретро «Кому за…»;
- секции тенниса, шахмат;
- кружок современного прикладного искусства «На досуге»;
- периодически проводятся дискотеки, концерты[63].

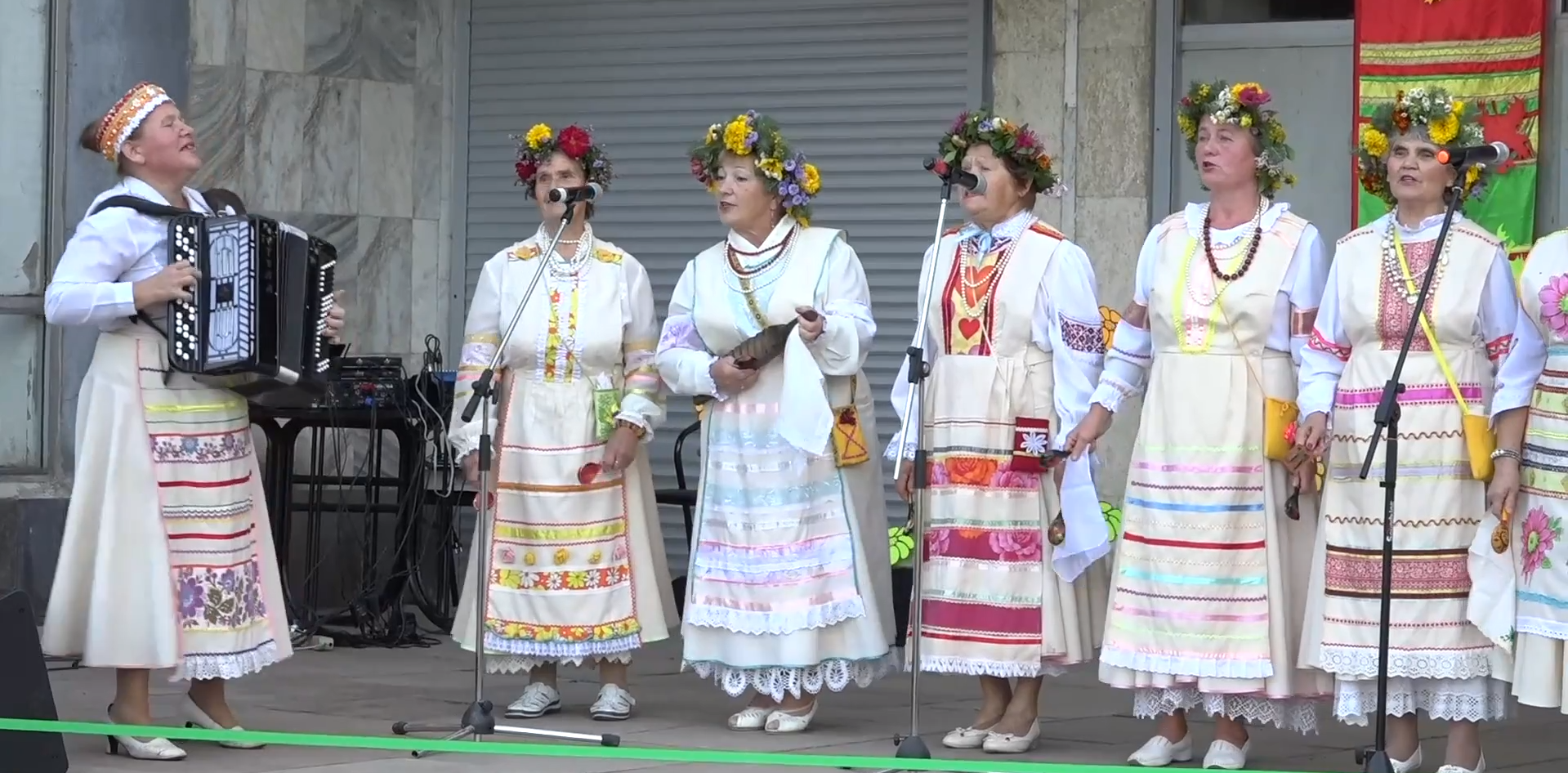
Ансамбль русской песни «Вечора» (с. Шурскол) выступает на празднике наступающей осени (15 сентября 2018 г.)

### Совет ветеранов Шурскола
Шурскольский совет ветеранов входит в объединённый Совет ветеранов войны, труда, вооружённых сил и правоохранительных органов Ростовского района Ярославской области под руководством И. С. Слепынина. Самым старшим ветераном Шурскола на данный момент является Осипова Ольга Кондратьевна 1922 г. р..
В 1986 году по инициативе Совета ветеранов в Шурсколе был построен памятник шурскольцам, погибшим в годы Великой Отечественной войны.
До 2016 года, больше 10 лет совет возглавляла Приступницкая Татьяна Фёдоровна. С 2016 года совет возглавляет Задорожнова Валентина Ивановна.

## Образование

### Шурскольское начальное училище
Приблизительно в середине XIX века в Шурсколе начало действовать Шурскольское начальное училище. К 29 ноября 1865 года в училище работал 1 учитель, количество обучающихся — 20 человек (18 мальчиков и 2 девочки). Училище содержалось за счёт средств ведомства Государственных имуществ. Местоположение училища и дата закрытия в открытых источниках не указаны.

### Шурскольская школа

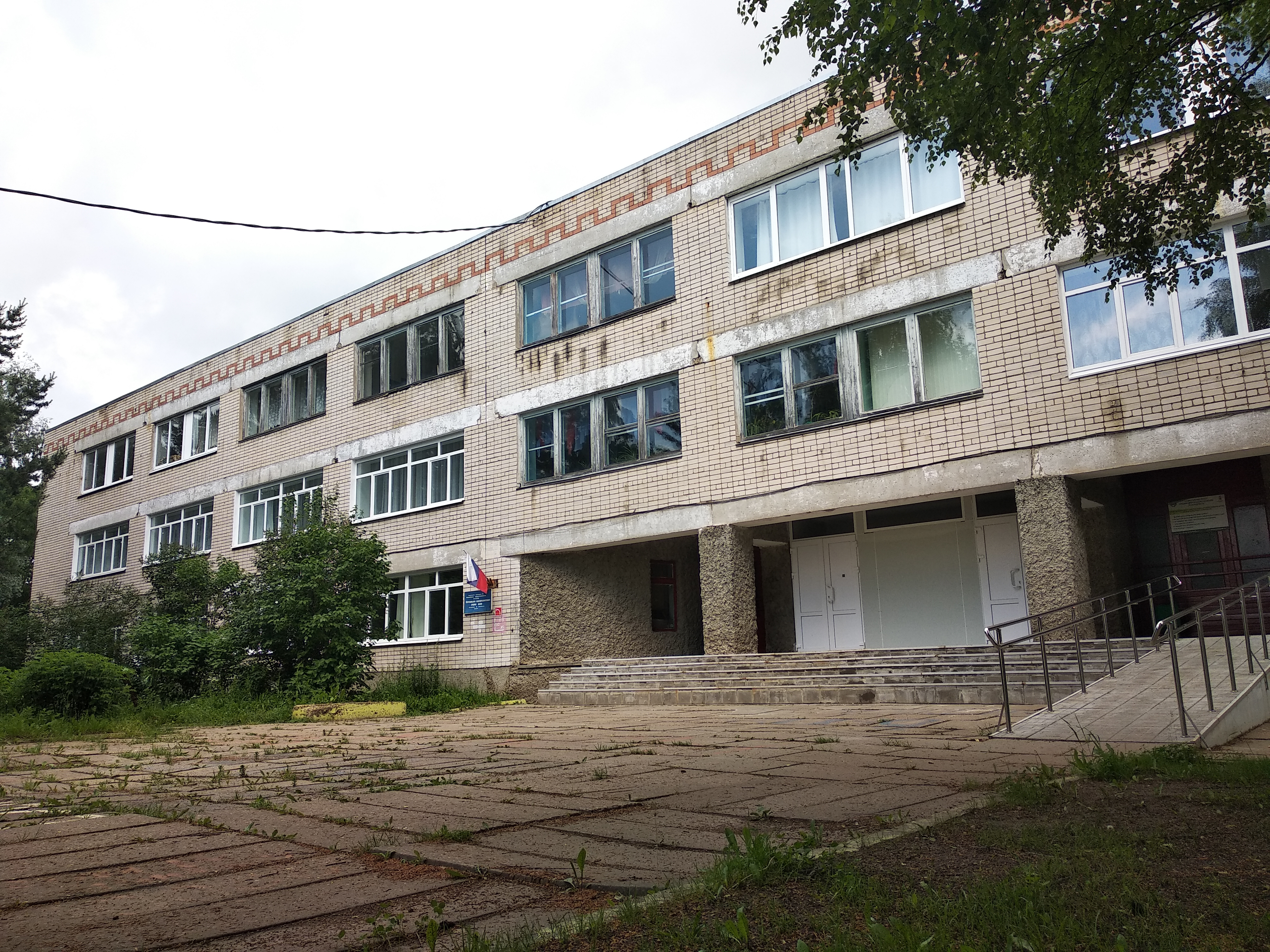
Шурскольская школа, главный вход (июнь 2020 г.)

#### История школы
Первая школа в Шурсколе была основана в 1871 на территории нынешнего района «Старый посёлок». Первоначально она размещалась в частном доме Ледышевых и Шинаковых. В 1880 году была открыта трёхклассная церковно-приходская школа. Первый учитель и классный воспитатель Всесвятская Таисия Алексеевна, которая работала здесь на протяжении 45 лет.
В первые годы советской власти число учащихся школы не превышало 15 человек.
В 1925 году была открыта начальная Шурскольская школа, директором которой был назначен Голубев Сергей Михайлович.
В 1931 году начальная школа реорганизована в семилетнюю школу, которая тогда называлась ШКМ (школа крестьянской молодёжи), а затем — неполной средней школой (НСШ).
Первый выпуск учащихся школы приходится на 1934-35 учебный год.
С 1961-62 учебного года школа стала восьмилетней, с количеством 100—120 человек, директором школы являлся бывший её выпускник Л. И. Безруков. Первый выпуск учащихся восьмилетней школы приходится на 1962—1963 учебный год (выпускников 16 человек). С 1934 года по 1967 год Шурскольской школой с 7-летним и 8-летним образованием было выпущено 675 человек. С 1968 года школа стала средней.
В октябре 1979 года было сдано в эксплуатацию новое здание Шурскольской средней школы на 625 ученических мест.

#### Школа сейчас

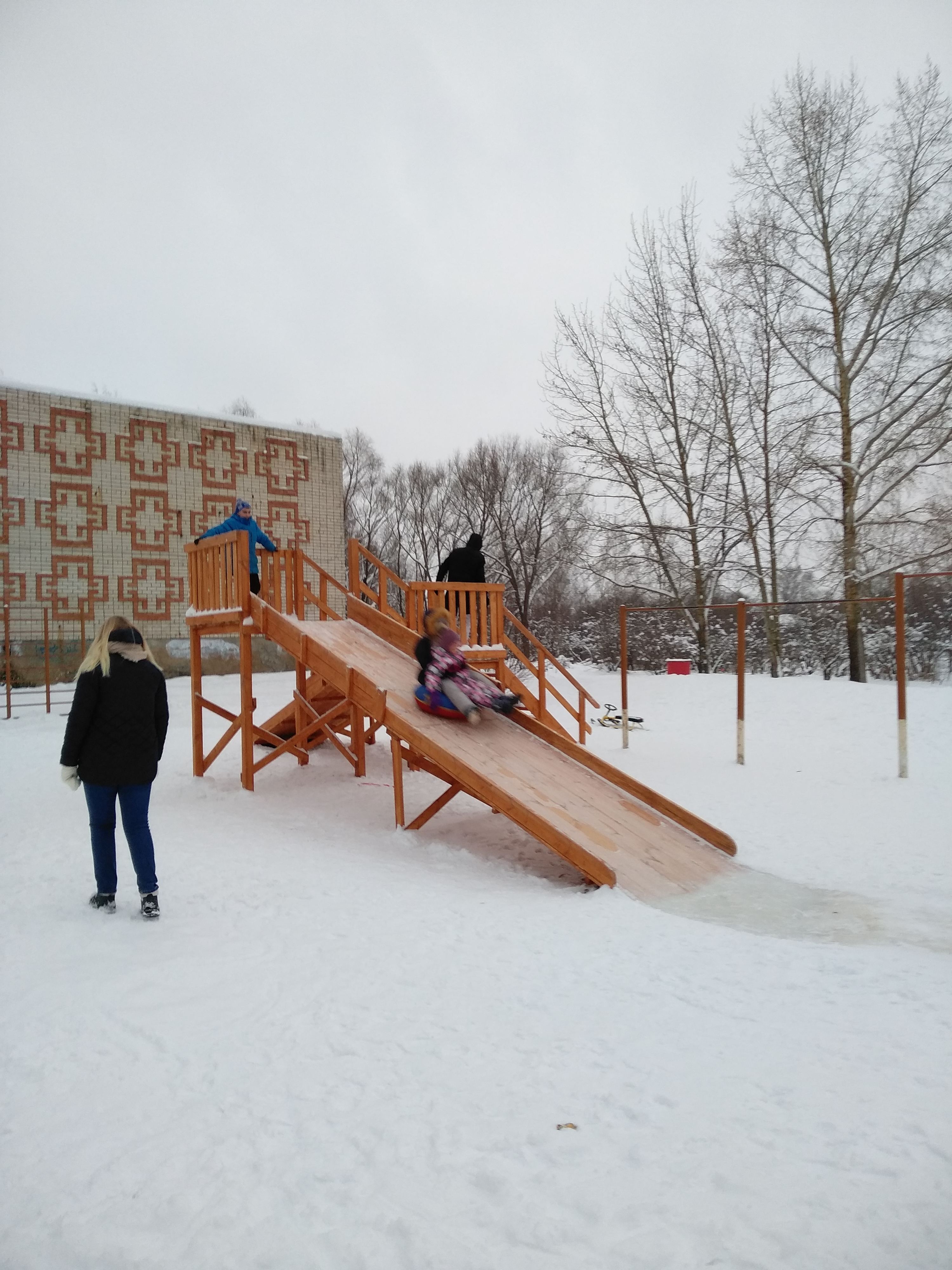
Катание с горки рядом со школой

В школе учатся дети из сёл Шурскол, Пужбол, деревень Дубник, Жоглово. Число учащихся — 235 человек, учителей — 35 (2018/2019 уч. год). Во время летних каникул для детей проводится летний лагерь с проведением досуга как на территории школы, так и с выездом в другие места за пределы села.

#### Численность учащихся и педагогического коллектива
| Учебный год | 2014/15 | 2015/16 | 2016/17 | 2017/18 | 2018/19 | 2019/20 | 2020/21 | 2024/25 |
| ----------- | ------- | ------- | ------- | ------- | ------- | ------- | ------- | ------- |
| Учеников    | 222     | 218     | 228     | 230     | 235     | 228     | ?       | ?       |
| Педагогов   | ?       | 32      | ?       | 35      | 35      | ?       | 33      | 31      |

#### Общественная деятельность школы
На базе Шурскольской школы действует добровольческий отряд «Данко». Добровольцы отряда помогают жителям Шурскола и Ростовского района, участвуют в семинарах и соревнованиях на лучшего волонтёра района и области. Участники отряда периодически попадают в число лучших добровольцев Ростовского района.
В школе существует объединение юных друзей полиции. Начиная с 9 мая 2015 года юные полицейские участвуют во всероссийской акции «Вахта памяти», приуроченной к Дню Победы, а также посещают форум отрядов юных друзей полиции Ярославской области.
Учащиеся школы участвуют во всероссийской акции «Бессмертный полк».

#### Руководители школы
| Годы руководства | Название школы в этот период                                                                     | Ф. И. О. руководителя          |
| ---------------- | ------------------------------------------------------------------------------------------------ | ------------------------------ |
| 1871-1880        | Школа при частном доме Ладышевых и Шинаковых                                                     | ?                              |
| 1880-1898        | Церковно-приходская школа (трёхклассная)                                                         | Вихорев Александр Михайлович   |
| 1898-1925        | Церковно-приходская школа (до 1917 г.), Шурскольская начальная школа (обе трёхклассные)          | Виноградов Николай Иванович    |
| 1925-1947        | Шурскольская начальная школа (трёхклассная) (до 1931 г.), школа крестьянской молодёжи (7-летняя) | Голубев Сергей Михайлович      |
| 1947-1949        | Школа крестьянской молодёжи (7-летняя)                                                           | Безруков Леонид Иванович       |
| 1949-1961        | Школа крестьянской молодёжи (7-летняя)                                                           | Степанова Александра Фёдоровна |
| 1961-1977        | Шурскольская школа (8-летняя) (до 1968 г.), Шурскольская средняя школа                           | Безруков Леонид Иванович       |
| 1977-1985        | Шурскольская средняя школа (с 1979 г. в новом ныне действующем здании)                           | Карцев Александр Николаевич    |
| 1985-1988        | Шурскольская средняя школа                                                                       | Надрюкова Галина Васильевна    |
| 1988-1991        | Шурскольская средняя школа                                                                       | Сычёв Олег Николаевич          |
| 1991-2001        | Шурскольская средняя школа                                                                       | Самонов Владимир Иванович      |
| 2001-2003        | Шурскольская средняя общеобразовательная школа                                                   | Соколов Павел Юрьевич          |
| 2003- н. в.      | Шурскольская средняя общеобразовательная школа                                                   | Матвейчук Надежда Петровна     |

#### Музей истории
25 марта 2003 года на базе Шурскольской школы был открыт «Музей истории Шурскольской школы», в котором помимо истории самого учебного заведения рассказывается об истории села Шурскол.
Разделы экспозиции музея:
- История школ Шурскольской администрации;
- Прошлое села Шурскол (в том числе выставка предметов быта);
- Школа сквозь годы;
- Война забудется едва ли;
- Ордена и медали участников ВОВ;
- Пионерская организация школы;
- Праздники учащихся СССР;
- Стройка новой школы;
- Спортивные награды школы.

## Спорт

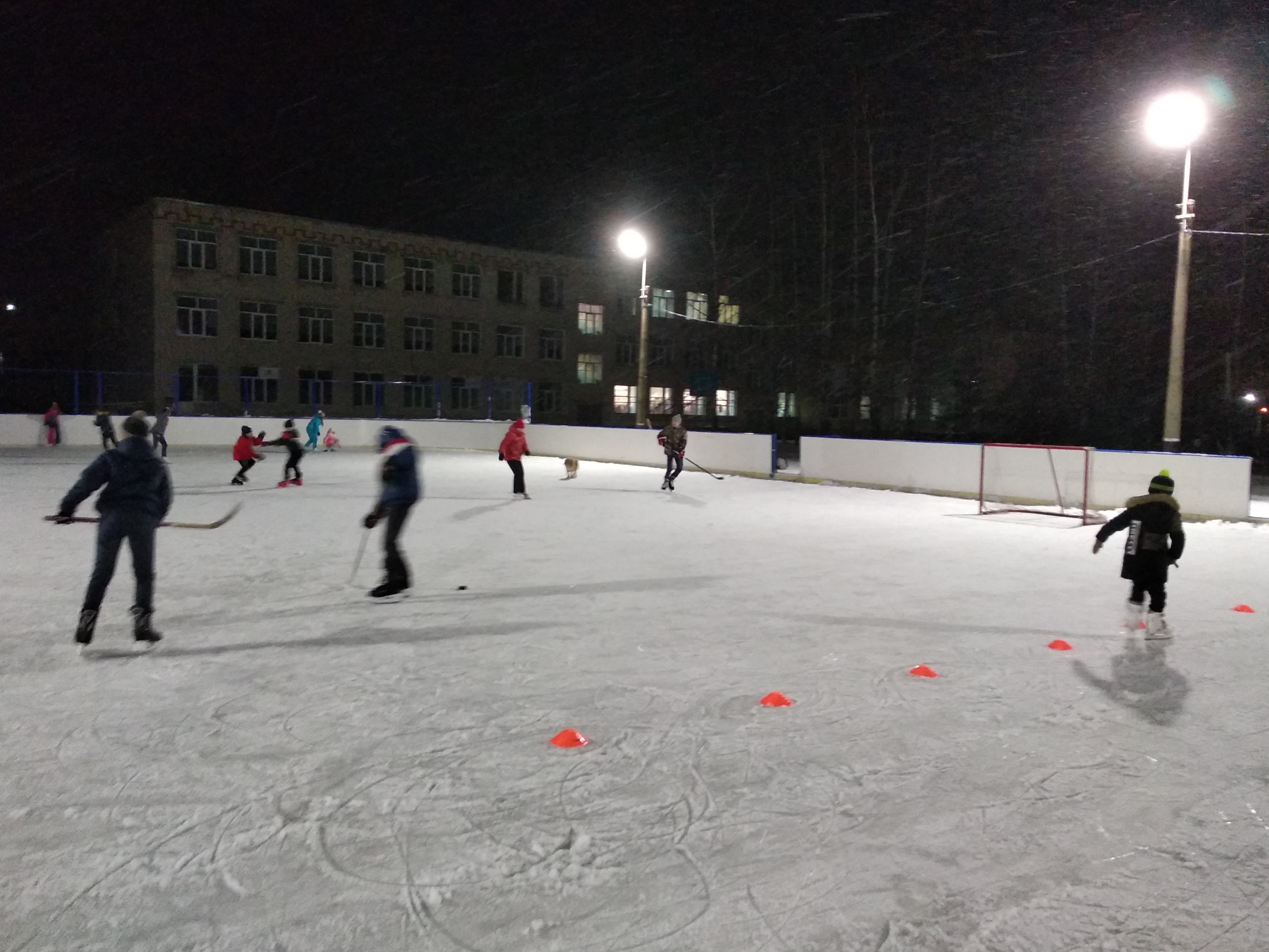
Круглосуточный естественный каток с искусственным освещением (фото февраль 2020 г.)

В Шурсколе есть хоккейная площадка, два футбольных и баскетбольное поля, спортплощадка, площадка для пляжного волейбола. Зимой регулярно прокладывается лыжная трасса.
Для полноценного развития спорта в Шурсколе не хватает Физкультурно-оздоровительного комплекса (ФОКа), а также крытой хоккейной площадки, так как период действия катка на открытом воздухе в среднем не превышает 3 месяцев, что недостаточно для полноценной подготовки хоккеистов и фигуристов.

### Единоборства
В 2015 году на базе Шурскольской школы был открыт зал единоборств «Витязь» под руководством уроженца Шурскола Юрия Киршева.
В 2016 году по инициативе Юрия Киршева на территории большого футбольного поля (район «Посёлок строителей») был проведён первый турнир по ММА «Shurskol fighting 2016» имени Андербека и Ибрагима Магамедовых, первых тренеров Юрия Киршева.
С 2025 года в Шурсколе действует секция единоборств, включающая в себя занятия дзюдо, самбо, ММА, под руководством Жаркова Дениса Сергеевича. Занятия проводятся в отремонтированном ООО «Красный Маяк» здании общежития совхоза. Тренировки проходят для детей с 4-х летнего возраста.

### Лёгкая атлетика
Учащиеся Шурскольской школы ежегодно участвуют в традиционной майской Ростовской легкоатлетической эстафете, посвящённой Дню Победы. В 2008 году школа заняла второе место среди сельских школ Ростовского района. В 2019 году школа повторила это достижение.
| Год  | Место       | Турнир                                                                             |
| ---- | ----------- | ---------------------------------------------------------------------------------- |
| 2008 | 02 ! [ 93 ] | Традиционная майская Ростовская легкоатлетическая эстафета, посвящённая Дню Победы |
| 2019 | 02 ! [ 94 ] | Традиционная майская Ростовская легкоатлетическая эстафета, посвящённая Дню Победы |

### Лыжи
На базе Шурскольской школы функционирует лыжная секция. Её воспитанники регулярно участвуют в районных, областных и российских соревнованиях, занимая призовые места.

### Спортивный туризм
Учащиеся Шурскольской школы регулярно участвуют в районных и областных туристических слётах и соревнованиях по спортивному туризму.

### Хоккей
11 декабря 2016 года в рамках муниципальной программы «Развитие материально-технической базы физической культуры и спорта на территории сельского поселения Ишня в 2016 году» рядом с Шурскольской школой была построена современная хоккейная площадка. Здесь катаются на коньках, на ватрушках и играют в хоккей как товарищеские, так и официальные матчи.
Хоккейная команда «Шурскол» регулярно участвует в различных соревнованиях. Её достижения:
| Дата               | Место                        | Турнир |
| ------------------ | ---------------------------- | --- |
| март 2014          | 01 ! [ 102 ]                 | Открытый городской турнир по хоккею (г. Ростов)                                                                |
| 21-22 февраля 2016 | 03 ! [ 103 ] [ 104 ] [ 105 ] | Первенство Ростовского муниципального района по хоккею                                                         |
| 3 января 2019      | 03 ! [ 106 ]                 | Турнир по хоккею с шайбой на кубок стадиона «Спартак» (г. Ростов, команда состояла из игроков Шурскола и Ишни) |
| 10 февраля 2019    | 03 ! [ 107 ]                 | Районный турнир «Горячий лёд» по хоккею (г. Ростов)                                                            |

Хоккейная команда Шурскольской школы также регулярно принимает участие в различных соревнованиях, матчевых встречах. Её достижения:
| Год  | Место        | Турнир                                                                                    |
| ---- | ------------ | ----------------------------------------------------------------------------------------- |
| 2014 | 01 ! [ 108 ] | Первенство Ростовского муниципального района по хоккею среди учащихся 5-9 классов         |
| 2015 | 01 ! [ 109 ] | Первенство Ростовского муниципального района по хоккею среди учащихся школ Ростовского МР |

### Футбол

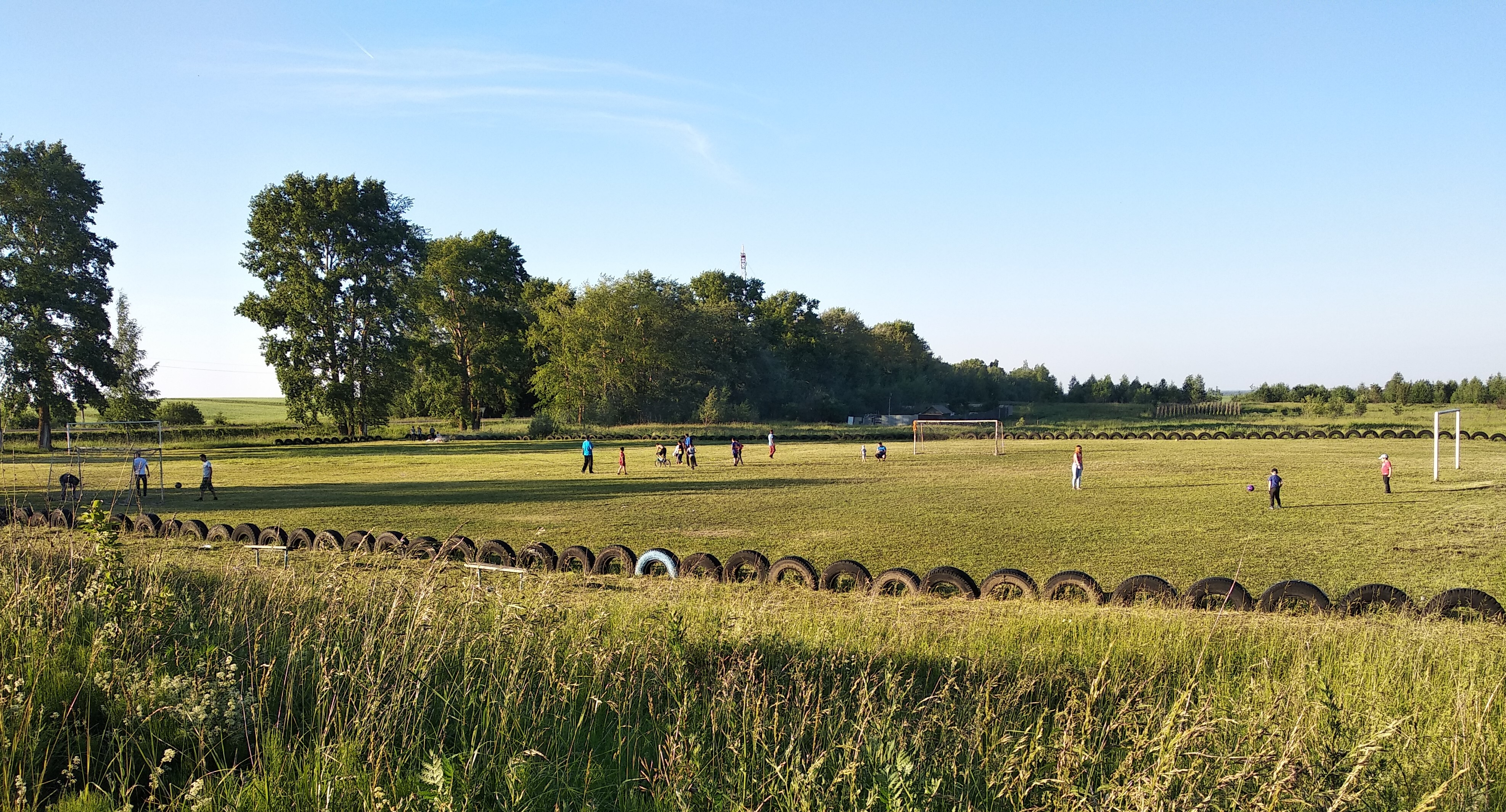
Футбольное поле с естественным покрытием

В Шурсколе есть полноразмерное футбольное поле с естественным покрытием, а также расположенное рядом мини-футбольное поле. Периодически команда из Шурскола участвует в соревнованиях Ростовского района и товарищеских матчах.

## Местное самоуправление

### Шурскольский сельский Совет (конец 1918—1993 гг.)
Шурскольский сельский Совет рабочих, крестьянских и красноармейских депутатов (конец 1918—31.12.1940)
Шурскольский сельский Совет рабочих, крестьянских и красноармейских депутатов с центром в селе Шурскол был образован в конце 1918 года согласно XI главы п. 57 Конституции РСФСР («О Советах депутатов»).
В марте 1920 года на основании Положения о сельсоветах была проведена работа по организации райсовета. При этом несколько селений, путём их группировки, на съезде сельсоветов избрали один районный сельсовет, куда вошёл и Шурскольский сельсовет. Организация райсоветов в Ростовском уезде была проведена вразрез с Положением о сельсоветах, так как обслуживание населения разными райсоветами было неравномерным, например у одних было до 500 человек, а у других более 1000 человек. Это привело к тому, что президиум Ростовского исполкома 27 мая 1921 года принял постановление «О реорганизации райсоветов».
Реорганизация райсоветов была проведена на основании постановления Ярославского губисполкома от 21 июня 1921 года и распоряжения отдела управления уисполкома № 3155 от 12 июля 1921 года и в конце июля 1921 года был вновь образован Шурскольский сельсовет Зверинцевской волости с центром в селе Шурскол.
В 1923 году Зверинцевская волость была ликвидирована, а её территория с ноября 1923 года вошла в состав Приозёрной волости и в обслуживании сельсовета стало 6 селений: Лев (нын. Львы), Шурскол, Анциферово, Козлово, Поклоны, Соловьево.
В связи с районированием Ярославской губернии и новым административным делением сельсоветов Ростовского района в 1929 году, последние были разбиты на группы по признакам экономической мощности и Шурскольский сельсовет был отнесён к 1-й группе с меньшим объёмом населения и в него вошло девять селений с обслуживанием населения 2540 человек.
Несколько раз сельсовет менял свою территориальную принадлежность:

По волостям:
- 1918 — ноябрь 1923 гг. — в составе Зверинцевской волости.
- ноябрь 1923 — декабрь 1940 гг. — Приозёрная волость.

По губерниям:
- 1918—1929 гг. — в Ростовском уезде Ярославской губернии.
- 1929—1936 гг. — в составе Ивановской промышленной области.
- 1936 — настоящее время — в Ярославской области.

Шурскольский сельский Совет депутатов трудящихся (31.12.1940 — 07.10.1977)
На основании решения исполкома Ярославского облсовета № 456 от 19 июня 1954 года «Об объединении сельсоветов Ярославской области» Шурскольский сельсовет укрупнился за счёт объединения с Кустерским сельсоветом. Центром сельсовета осталось село Шурскол.
Шурскольский сельский Совет народных депутатов (07.10.1977 — 01.11.1993)
Шурскольский сельский Совет объединял следующие населённые пункты: Анциферово, Дубник, Козлово, Львы, Пашино, Поклоны, Песошня, Пужбол, Соловьево, Ломы, Черемошник, Шурскол. На бюджете сельсовета состояли учреждения: изба-читальня, медицинский пункт, четыре школы, в том числе восьмилетняя.
На основании Постановления главы администрации Ярославской области от 12.10.93 № 254 «О реформе представительных органов власти и органов местного самоуправления в Ярославской области» деятельность сельских Советов народных депутатов была прекращена. Последняя сессия Шурскольского сельского Совета была проведена 16.04.1993 г.

### Шурскольская территориальная администрация (1993—2004 гг.)
Шурскольская территориальная администрация была образована благодаря постановлению главы администрации Ярославской области от 12.10.93 № 254 «О реформе представительных органов власти и органов местного самоуправления в Ярославской области».
До 2004 г. Шурскол был центром Шурскольской сельской территории, имел свою администрацию и до 1993 г. — сельский совет. Последним главой Шурскольской территориальной администрации был Владимир Чугунов.
В 2004 году Шурскольская администрация была ликвидирована из-за того, что Шурскольская сельская территория вошла в состав сельского поселения Ишня наряду с Савинской и Шугорской сельскими территориями, а также посёлком Ишня.

## Достопримечательности

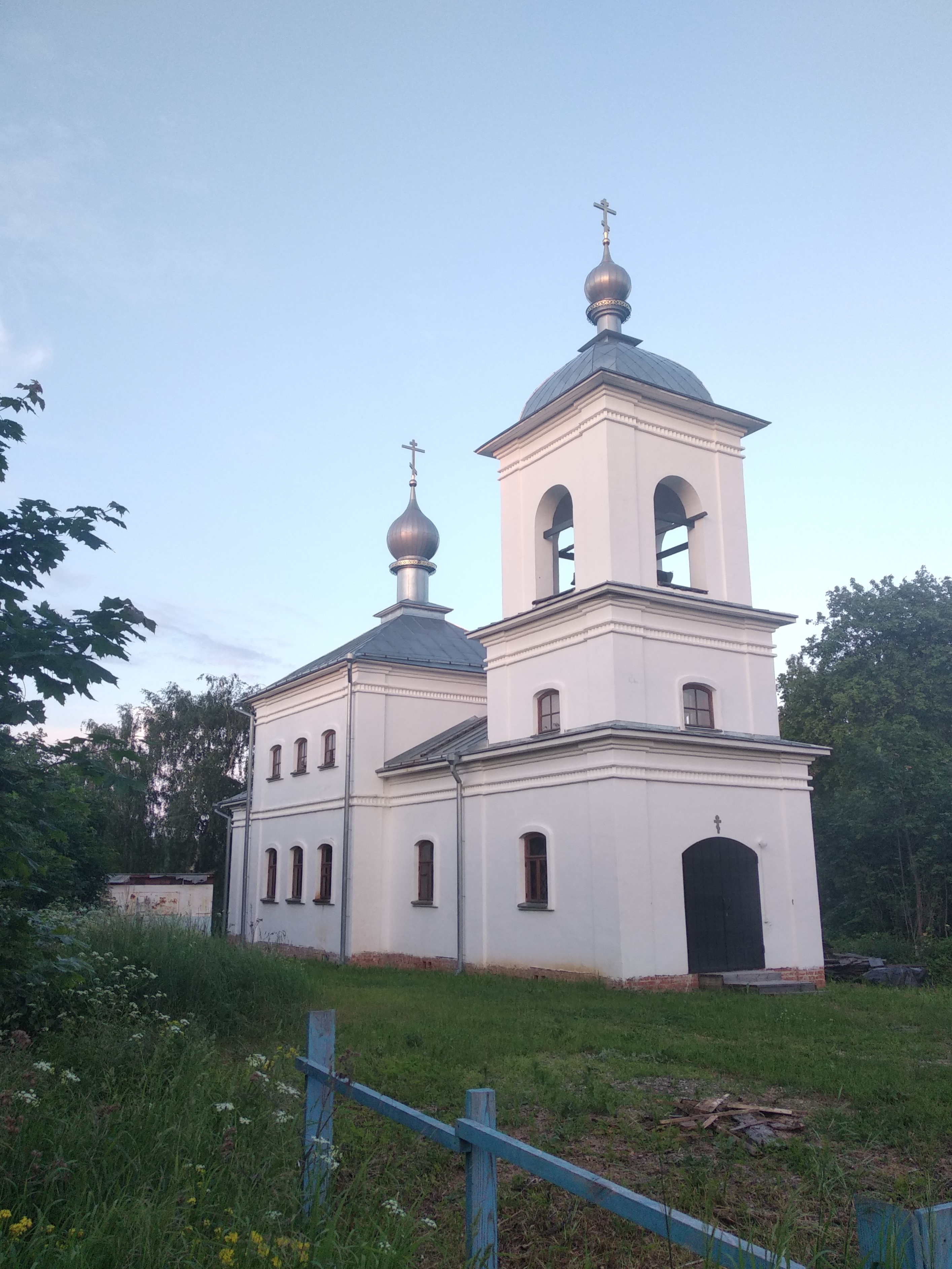
Церковь Илии Пророка (июнь 2020 г.)

- Памятники истории и культуры СССР (РФ) Селище с 1-го по 5-й (I—V). Являются редкими памятниками VIII—X веков летописного племени меря — древнего дославянского населения. Памятник Селище III был открыт в 1979 году Волго-Окской экспедицией ИА АН СССР. Он расположен в 1 км юго-восточнее села. Все эти памятники имеют местный охранный статус.
- Церковь Илии Пророка. Построена в 2013 году недалеко от места построенного в 1790 году и уничтоженного после революции 1917 года каменного 5-главого храма с 3-ярусной колокольней. Церковь находится в районе «старый посёлок» рядом с детским садом № 23 (ул. Сельская, 8А).
- Филиал «Пужбол» областного радиотелевизионного передающего центра РТРС (Пужбольская телевышка). Расположена в 650 м от восточной границы Шурскола. Высота телевышки более 60 м. Является самым высоким сооружением Шурскола.
- Мемориал погибшим в годы Великой Отечественной войны. Построен по инициативе Совета ветеранов Шурскольского сельского совета в 1986 г. Находится рядом с Шурскольским домом культуры.Пожарная каланча (июнь 2020 г.)

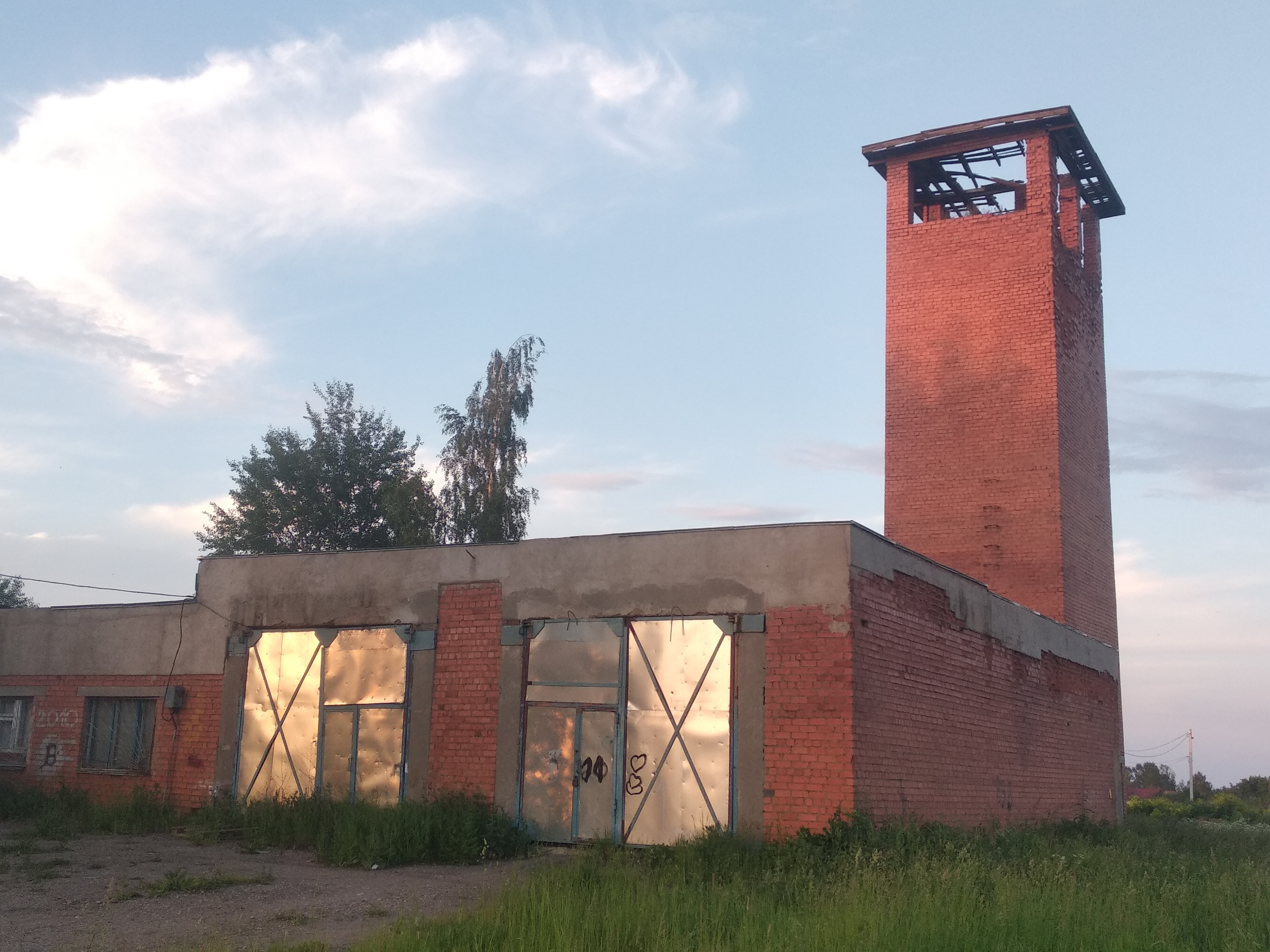
Пожарная каланча (июнь 2020 г.)

- Пожарная каланча. Является самой высокой обзорной точкой Шурскола. Высота каланчи составляет более 25 м. Расположена в западной части села. В настоящее время находится в аварийном состоянии (прохудилась крыша, отсутствует лестница).
- Пограничный столб, посвящённый ветеранам пограничных войск. Выполнен в виде четырёхгранного столба, окрашенного горизонтальными полосами красного и зелёного цвета. Находится рядом с домом культуры (улица Квартал «В», дом 7). Установлен в 2017 году.
- Святой источник, освящённый в честь Святой Матроны Московской. Источник находится на склоне оврага напротив дома по адресу улица Парковая, дом 6. Спуститься к нему можно по деревянной лестнице с перилами[113].

## Известные уроженцы и жители

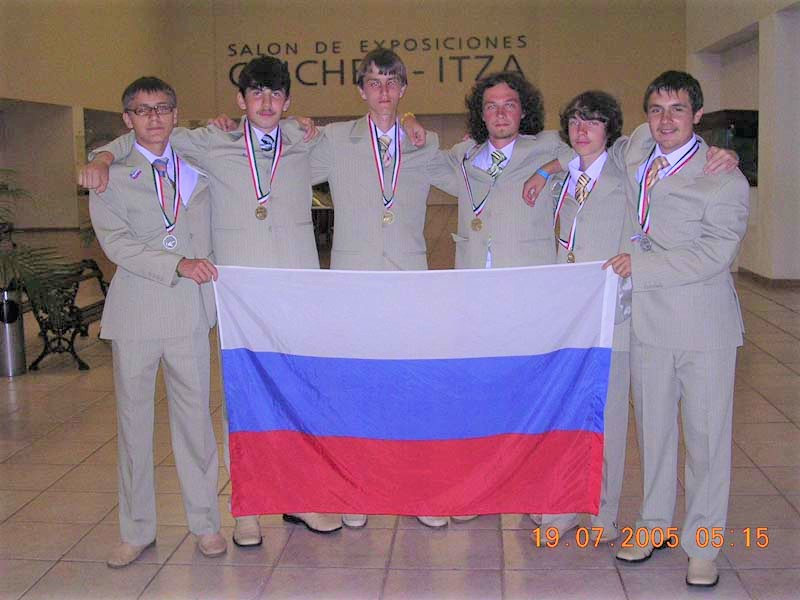
Павел Козлов (3-й слева) в составе команды России на международной математической олимпиаде IMO 2005 в Мексике

- Киршев Юрий Владимирович (род. 02.12.1978[114] в Шурсколе[115]) — мастер спорта России по боевым восточным единоборствам, чемпион Мира в команде по кофукан карате 2009—2011 г., двукратный чемпион России по сито-рю карате, чемпион России по сётокан карате, чемпион России среди студентов по карате WKF. Тренер по ММА и карате-до в МКС «Витязь»[116][117], актёр и постановщик драк в кино. В детстве начинал свой путь в единоборствах в Шурсколе под руководством тренеров Андербека и Ибрагима Магамедовых[118]. Также Юрий имеет много ролей в сериалах и кино[119]. Наиболее заметные роли были в самом продолжительном российском сериале След и в 6-м сезоне сериала Кухня[120].
- Козлов Павел Юрьевич (род. 08.02.1989 в Шурсколе) — золотой медалист международной олимпиады школьников по математике 2005 года[121][122][123][124][125][126][127][128] в Мериде (Мексика); золотой медалист международной студенческой олимпиады по математике 2006 года[129] в Одессе (Украина). Выпускник механико-математического факультета МГУ. До середины 3 класса учился в Шурскольской школе.Паматная табличка в честь Опарина Н. В. на здании Шурскольской школы

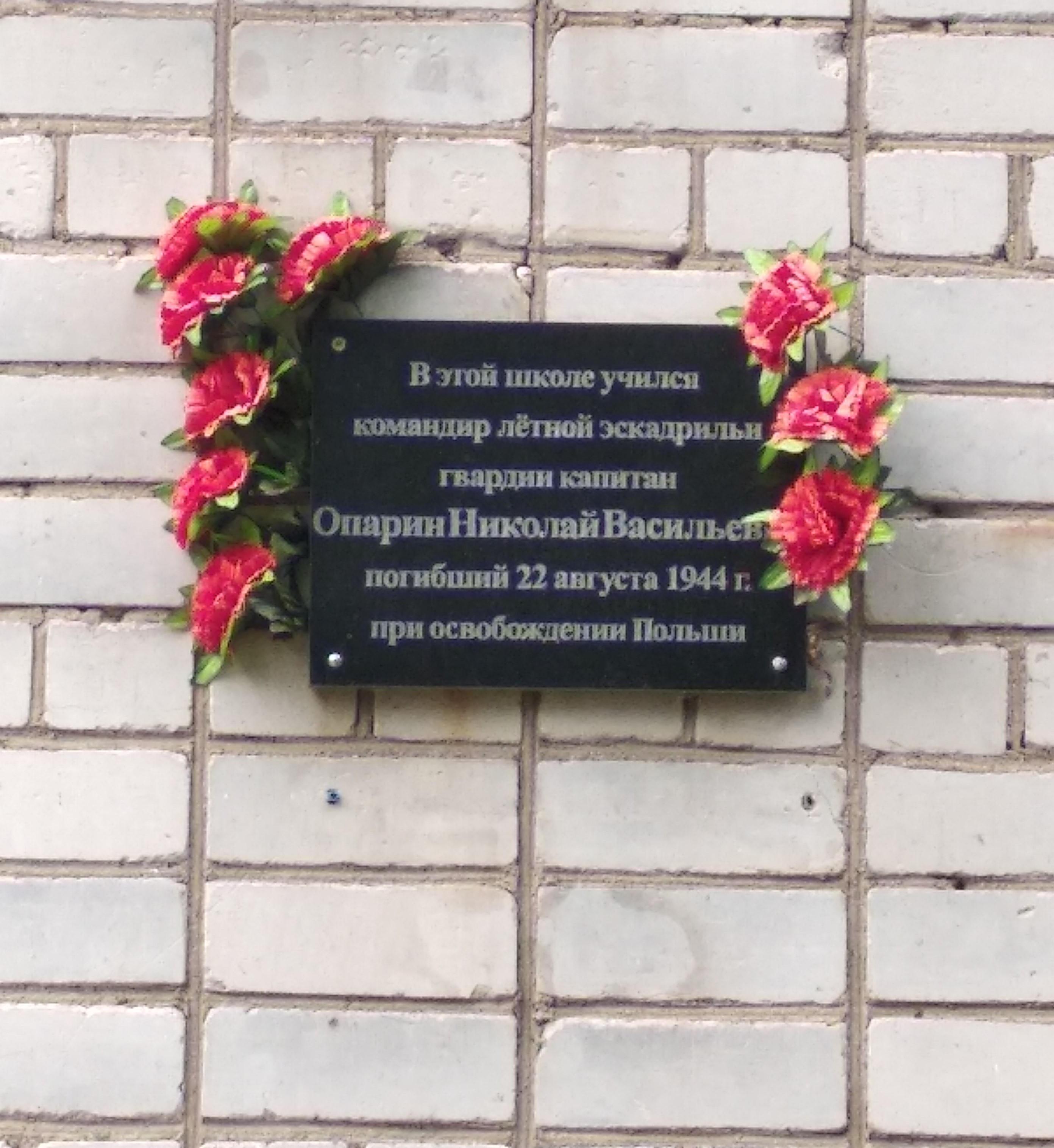
Паматная табличка в честь Опарина Н. В. на здании Шурскольской школы

- Опарин Николай Васильевич (08.07.1919, Львы, Россия — 22.08.1944, Русколенка, Польша) — лётчик, командир 1-й авиаэскадрильи, выпускник Шурскольской школы. Совершил 136 успешных боевых вылетов. Погиб 22 августа 1944 года во время 137 вылета, направив свой подбитый самолёт Ил-2 в скопление немецких танков, тем самым повторив подвиг Гастелло[130][131]. Награждён тремя орденами Боевого Красного Знамени, орденом Красной Звезды и орденом Отечественной войны I степени[132].
- Соломин Алексей Дмитриевич (1899 г., с. Зверинец, Россия — октябрь 1943 г.[133]) — полный кавалер ордена Святого Георгия, старший унтер-офицер[134][135][136]. В русско-японскую войну (1904—1905 гг.) защищал Порт-Артур (сейчас территория Китая), в русско-германскую во время Первой мировой войны воевал под Мелитополем (сейчас территория Украины)[134]. Погиб в боях Великой Отечественной войны[133]. Уроженец расположенного неподалёку от Шурскола села Зверинец, позже переехал в Шурскол вместе с семьёй.